# Antioquia
Antioquia es uno de los treinta y dos departamentos que forman la República de Colombia. Su capital es Medellín, la segunda ciudad más poblada del país. Está ubicado al noroccidente colombiano, en las regiones Andina y Caribe. Con unos 6 994 792 habitantes en 2023 es el segundo departamento más poblado, y con 63 600 km², el sexto más extenso, superado por Amazonas, Vichada, Caquetá, Meta y Guainía.
Su organización territorial comprende nueve subregiones en un total de 125 municipios. Más de la mitad de la población reside en el área metropolitana del Valle de Aburrá. Su economía genera el 13.9 % del PIB colombiano, ubicándose en segundo lugar tras Bogotá.
Aunque antes de la conquista española ya había asentamientos indígenas en el territorio, y posteriormente con la llegada de aquellos se fundaron algunas poblaciones, la historia del departamento como entidad territorial comenzó en el año 1569 cuando se ordena su separación de la Gobernación de Popayán. El 30 de octubre de 1584 Santa Fe de Antioquia, que antes dependía de dicha gobernación, se convierte en capital de la Provincia de Antioquia. Fue libertada por José María Córdova en 1820 con el Combate de Chorros Blancos. En 1830, con la desintegración de la república de la Gran Colombia, vuelve a emerger como provincia hasta 1856, cuando se transformó en Estado Soberano. En 1886 se convirtió en el actual departamento tras la disolución de los Estados Unidos de Colombia.

## Toponimia

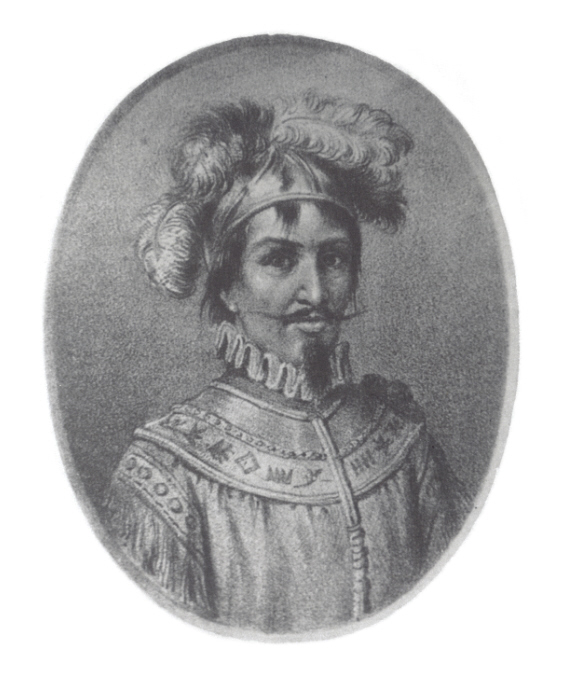
Jorge Robledo, fundador de Santa Fe de Antioquia.

Según el cronista Sardella, Jorge Robledo fundó en 1541 la ciudad de Antiochia en el valle de Ebéjico. En español medieval la ch, como en otros idiomas, se pronuncia como q seguida de u. En 1542 Juan Cabrera la trasladó al valle del Tonusco y a partir de ahí la nombraron Santa Fe de Antioquia. La ciudad adquirió gran importancia y se convirtió en el principal centro administrativo y económico de la provincia, y el nombre de Antioquia pasó de la ciudad al resto del territorio.
Se han propuesto varias hipótesis sobre el origen del topónimo 'Antioquia'.
La hipótesis de que deriva de una palabra indígena significando ‘montaña de oro’ es poco veraz. Al contrario de Perú, los conquistadores y criollos de la Nueva granada dejaron generalmente los nombres indígenas en lugar de poner nombres españoles.
Se ha buscado en latín otro significado así: anti ‘contra’; quies, tis ‘quietud, reposo’. Esto es, una multitud que está en contra de la quietud o el estancamiento. Eso desconoce tanto el ambiente de Antioquia como la manera que tenían los nuevos ocupantes de la región para elegir los nombres de sus ciudades.
Cuando conservaron pocos topónimos o nombres de caciques nativos (Uramita, Titiribí...) y casi nunca usaron palabras latinas, se basaron principalmente en cuatro fuentes: características del lugar (Jardín, Valparaíso...); nombres religiosos o de santos (a menudo con una precisión: San Carlos de Priego, El Carmen de Viboral...); nombres de grandes personajes españoles, que a su vez provienen de nombres de sus ciudades de origen (Medellín...) o directamente de topónimos españoles (Cartagena...); nombres que provienen de la historia antigua, y en primer lugar de la historia santa (Belén, Jericó...).
Otra hipótesis difundida y relevante también es la de que los fundadores de Santa Fe de Antioquia se refiriesen a la antigua Ἀντιόχεια (Antioquía del Orontes), importante ciudad y provincia en las primeras épocas del cristianismo y nombrada así por Seleucos I Nicator, fundador de la ciudad, imperio y dinastía seléucidas, en homenaje a su padre Antíoco de Macedonia. La ciudad fue el primer hogar de los cristianos no judíos, como indican los Hechos de los Apóstoles.
El nombre Antíoco deriva del griego antiguo ἔχω (ékhō: tomar, dirigir), y más allá de eso, del protoindoeuropeo *seǵʰ- (tener, poseer, ganar - cf. el galo Segdunon, el castellano Segovia, el latín Segesta, el alemán Sieg).

## Historia

### Desde elsigloXVIhasta elsigloXVIII
Cuando llegaron los españoles, las tierras de Antioquia estaban habitadas por numerosas tribus indígenas que pertenecían especialmente a la gran familia Caribe. En el golfo de Urabá vivían los urabaes y los cunas; los tahamíes se localizaban entre los ríos Porce y Magdalena; los nutabes estaban situados entre los ríos Cauca y Porce, y en el valle de Aburrá. Mientras que los quimbayas se encontraban al sur, por donde actualmente se sitúan Abejorral y Sonsón.

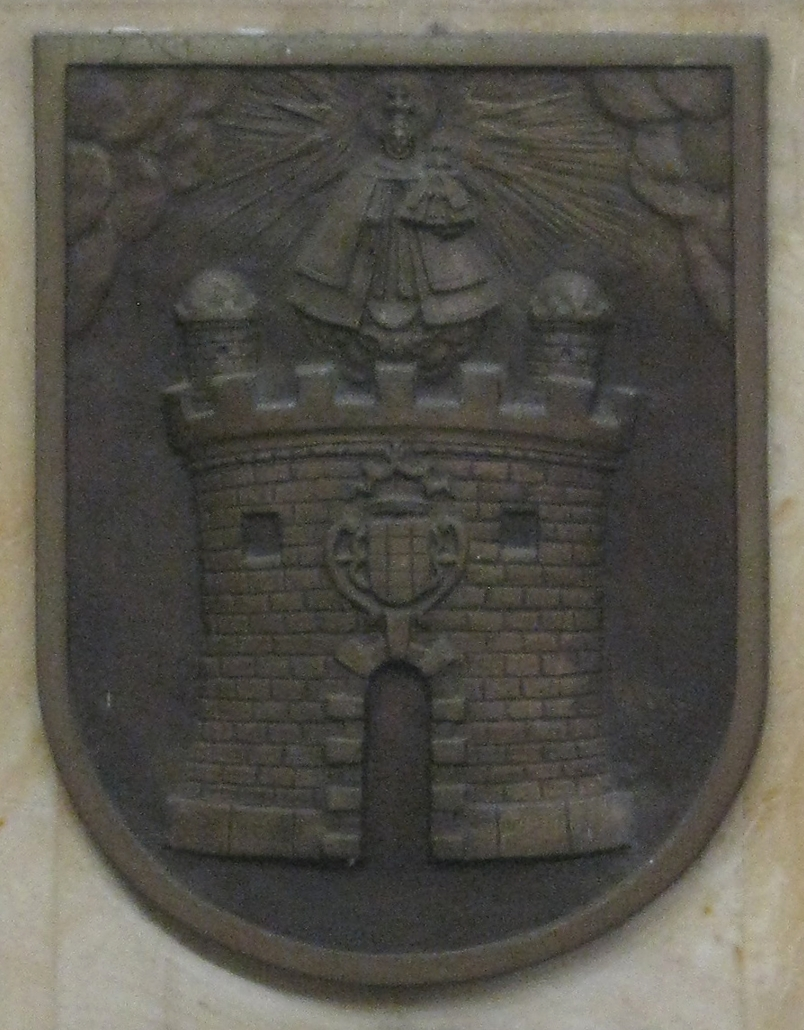
Escudo de la Villa de Nuestra Señora de la Candelaria de Medellín en la Catedral de Rionegro. Fue otorgado por Real cédula en el.

Las primeras expediciones conquistadoras en el territorio antioqueño fueron las de Rodrigo de Bastidas, Juan de la Cosa y Vasco Núñez de Balboa, quienes en 1500 y 1501 recorrieron la costa Caribe desde el cabo de la Vela hasta el golfo de Urabá, y se establecieron en este último punto por algún tiempo. Producto de la exploración, los caciques Urabá y Darién fueron sometidos en 1504 por De la Cosa, quien incursionó además por las bocas del Atrato. Seis años más tarde, en 1510, Alonso de Ojeda llegó a las costas del golfo de Urabá y en el sector oriental construyó una fortaleza que llamó San Sebastián de Urabá.
Por iniciativa de Núñez de Balboa pasaron al litoral opuesto y fundaron a Santa María de La Antigua, convertida por ellos en la base donde partieron las exploraciones y expediciones de la época; esta población subsistió hasta 1524. Desde allí partieron los peninsulares para reasentarse en el sitio del actual Necoclí, hecho cumplido por Alonso de Heredia en 1535, con el nombre de San Sebastián de Buena Vista. Un año después, en 1536, Pedro de Heredia realizó una expedición por el río Atrato y a la serranía de Abibe.
En 1537, Francisco César llegó hasta el sitio de Ituango y luego lo hizo Juan Badillo, quien siguiendo por las márgenes del río Cauca fue a dar a Cali, en donde se encontró con Jorge Robledo en 1540. En compañía de este regresaron a territorio antioqueño y el 24 de agosto de 1541, Jerónimo Luis Tejelo descubrió el Valle de Aburrá que en ese entonces recibió el nombre de Valle de San Bartolomé.
Mientras tanto, los hombres de Robledo siguieron hacia el bajo Cauca y fundaron, en 1541, la localidad de Antioquia, trasladada más tarde, en 1542 por Juan de Cabrera, al occidente del río Cauca. En 1587, Gaspar de Rodas la reubicó en el sitio actual, recibiendo el nombre de Santa Fe de Antioquia. Rodas, además, fue el fundador de San Martín de Cáceres en 1576 y de Zaragoza de las Palmas en 1580. En 1580 el gobernador de Popayán, Sancho García del Espinar hizo merced de tierras a Juan Daza, quien el 8 de noviembre de 1581 fundó a San Nicolás de Rionegro y Llanogrande, en el Valle del Río Negro descubierto el 2 de septiembre de 1541 por el teniente Álvaro de Mendoza, bajo órdenes de Robledo y que en 1785 debido al traslado de la Villa de Arma recibe el título de Ciudad Santiago de Arma de Rionegro por Carlos III de España.
En 1586, la región del valle de Aburrá, que antes de ese año pertenecía a la gobernación de Popayán, pasa a ser parte de la gobernación de Antioquia, que había sido creada en 1569 mediante la conformación de varias provincias. En 1584, por Real cédula de Felipe II, Santa Fe de Antioquia se convirtió en la capital de la Provincia de Antioquia. En 1675 se erigió la Villa de Nuestra Señora de la Candelaria de Medellín cuya conformación se remonta desde 1616, cuando Francisco de Herrera Campuzano ordenó la creación de un poblado que sirviera como resguardo indígena; se le llamó San Lorenzo de Aburrá y se ubicaba en donde hoy es el parque del Poblado.
De 1626 a 1644 comienza la ocupación económica del valle de Aburrá; y finalmente en 1646 se traslada el poblado de San Lorenzo al sitio de Aná, en el ángulo que forman el río Medellín con la quebrada Santa Elena, sitio que hoy corresponde al centro de la actual capital antioqueña.
Juan Antonio Mon y Velarde, oidor y visitador de la provincia de Antioquia, fue quien facilitó el cambio de las estructuras social y jurídica de la región, con el reparto de tierras y autorización de ocupar las que ya tenían dueño, pero que no eran laboradas. Mon y Velarde ordenó nuevas fundaciones y fomentó la siembra de cacao y algodón en el territorio antioqueño.

### Desde elsigloXIXhasta la actualidad

Antioquia en 1813.

Los muchos y muy altos impuestos que había decretado la Corona española a sus provincias, tanto de ultramar como peninsulares, los malos tratos de los recaudadores y, en general, los abusos cometidos por algunos administradores, además de la anarquía que se produjo en América por los intereses de la invasión francesa a la península ibérica y la exacerbada ambición británica trajeron como resultado el comienzo del proceso libertador en el Virreinato de la Nueva Granada.
En ese momento la Provincia de Antioquia era una de las más pobres, el oro que producía a comienzos del siglo XIX se consumía en el pago de las contribuciones, la satisfacción de las necesidades básicas y el costo del transporte que representaba un valor mayor que el precio inicial de los artículos importados. Además, la terrible hambruna que desde 1807 hasta 1809, acabó con la vida de cientos de personas, y terminó de hundir en la pobreza a la provincia. Antes de empezar el movimiento independentista, según el censo de 1807, su población total sumaba apenas 107 000 habitantes. Las ciudades eran: Santa Fe de Antioquia, Santiago de Arma de Rionegro, Remedios, Zaragoza y Cáceres; las villas comprendían a Nuestra Señora de la Candelaria de Medellín, Santa Rosa de Osos y San José de Marinilla; y como sitios poblados estaban entre otros Guarne, Carolina del Príncipe, Amagá, San Luis de Góngora (Yarumal), San Jerónimo, Titiribí, Concepción, Santo Domingo, San Vicente Ferrer, Sonsón y Barbosa. A partir de los sucesos del 20 de julio de 1810, del 30 de agosto al 7 de septiembre de ese mismo año se reunieron en Santa Fe de Antioquia representantes de los cabildos de Medellín, Rionegro y Marinilla para crear una junta provincial que se encargaría de la autoridad en Antioquia. Se adoptó entonces el Sistema de Estado Soberano, unido a las demás provincias del Nuevo Reino de Granada, en forma federativa.
El 27 de junio de 1811, la Junta Suprema dictó una constitución provisional. También ese año se instaló la primera Asamblea Constituyente, que el 21 de marzo de 1812 aprobó la Constitución del Estado Libre de Antioquia en la sacristía de la catedral de Rionegro (hoy museo), en la que participaron 19 representantes de los pueblos de Antioquia; proclamada en el púlpito del templo por el presbítero José Félix de Mejía, tío del prócer y expresidente Liborio Mejía. Así quedó Antioquia como una de las provincias unidas de la Nueva Granada, de las cuales era presidente Antonio Nariño en Bogotá.
Los pueblos de Antioquia que habían secundado la declaratoria de independencia y jurado la constitución de 1812 tuvieron tiempo de asumir la legitimidad de los derechos que había reivindicado y cuando llegaron las noticias de que Popayán había sido ocupada por el ejército de Juan Sámano, personaje que estaba preparado para invadir la provincia de Antioquia, se eligió como dictador a Juan del Corral, quien proclamó la independencia absoluta de Antioquia el 11 de agosto de 1813, siguiendo el ejemplo de las ciudades de Cartagena y Mompox, en un interesante documento que empieza así:

"El Estado de Antioquia no reconoce a su Rey Fernando VII, ni a toda autoridad que no emane directamente del pueblo o de sus representantes, rompiendo enteramente la Unión política de dependencia con la Metrópolis, quedando separado por siempre de la Corona y del Gobierno de España."

En 1816, durante la reconquista, los antioqueños fueron vencidos por el coronel Francisco Warleta, después de reducir a cenizas a Remedios. Sin embargo, Warleta fue derrotado posteriormente en el combate de Chorros Blancos que se libró en febrero de 1820 en Yarumal. 

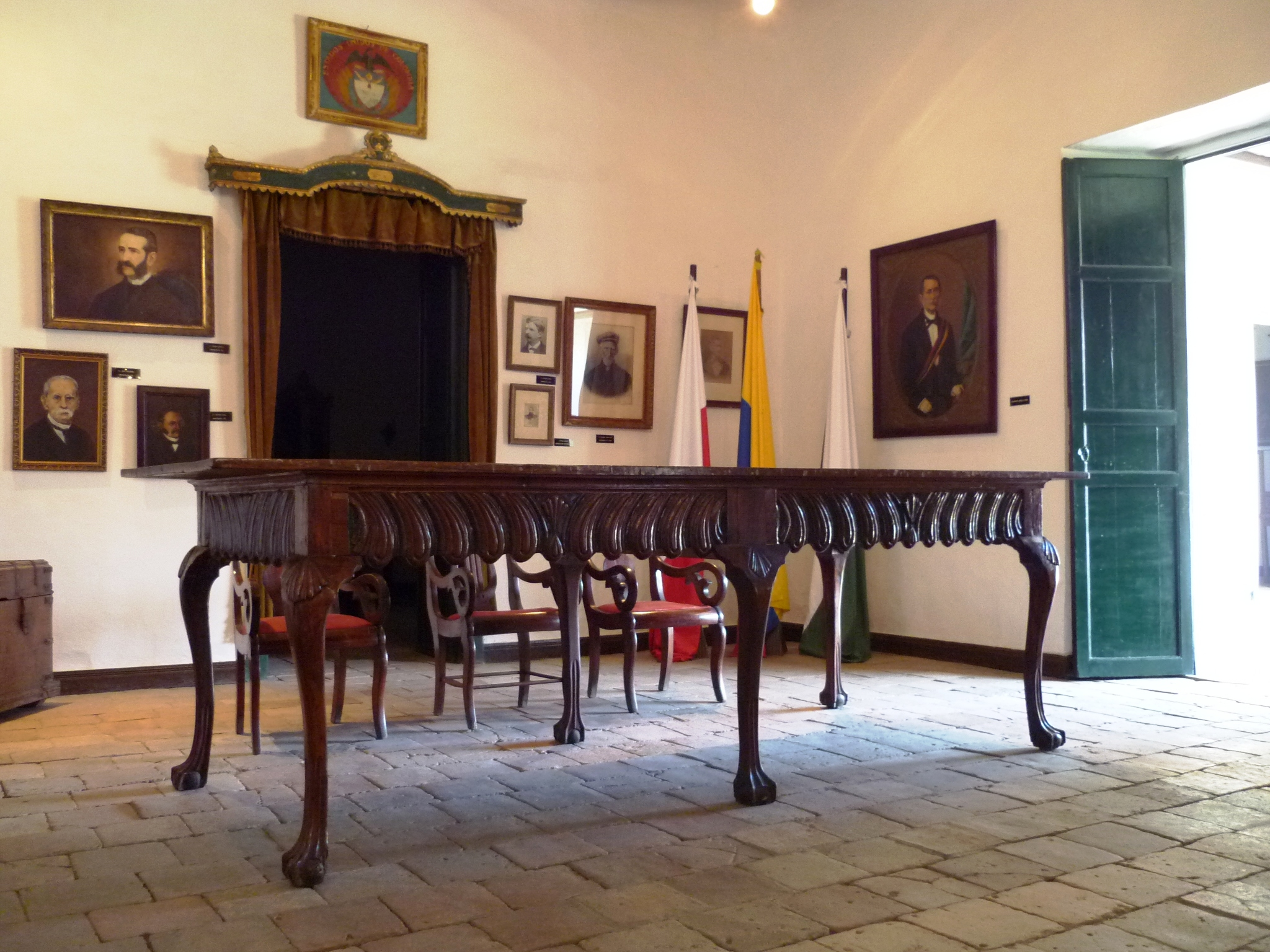
Mesa en donde se firmó la Constitución de 1863, ubicada en la Casa de la Convención, en Rionegro.

La historia antioqueña entre 1829 y 1851 estuvo enmarcada por dos guerras civiles. En la primera fecha, el general José María Córdova se levantó, a nombre de la Constitución de Cúcuta, contra la dictadura de El Libertador Simón Bolívar, que había suspendido su vigencia. En la segunda, un grupo de conservadores se rebeló contra el gobierno liberal de José Hilario López, al que consideraba enemigo de la religión y de la propiedad, dando lugar a la guerra civil colombiana de 1851.
Durante el siglo XIX la población antioqueña tuvo una alta tasa de crecimiento que asociada a la inversión y explotación minera, a los procesos de colonización del sur y de otros puntos cardinales, a una distribución de la propiedad territorial más amplia que en otras regiones del país, al grado significativo de movilidad social, al intercambio comercial y al alto ingreso por exportaciones, hicieron posible la consolidación del proceso económico y social antioqueño en la segunda mitad del siglo XIX, creando condiciones favorables para el establecimiento de algunas industrias, principalmente en Medellín, a comienzos del siglo XX y facilitaron el ascenso de los políticos antioqueños a los poderes nacionales.
El departamento se ha visto muy afectado por el conflicto armado, con 30 000 desaparecidos entre 1997 y 2005.

## Geografía
Antioquia presenta una diversidad geográfica significativa ya que conjuga casi todos los elementos de la geografía colombiana: mar, llanuras, montañas, altiplanos, páramos, ríos, ciénagas y bosques. El departamento está situado en la zona noroccidental de Colombia, se extiende desde el río Atrato, al oeste, hasta el río Magdalena, al este, con una franja de costa sobre el golfo de Urabá que se extiende desde la Punta Yerbazal, sobre el costado occidental del golfo de Urabá (límites con el departamento del Chocó), hasta el sitio conocido como El Minuto de Dios, 2.5 kilómetros al norte de Arboletes, en los límites con el departamento de Córdoba. Sus contornos costeros miden aproximadamente 220 kilómetros, lo cual hace que el departamento sea el segundo del país en cuanto a longitud de costa sobre el mar Caribe, después de La Guajira. En algunos sectores del litoral se presentan fenómenos de erosión costera, lo que preocupa su situación futura por el cambio global climático y los ascensos en el nivel del mar.
La atraviesan dos ramales de la cordillera de los Andes, las cordilleras Occidental y Central. La Occidental se localiza entre el río Atrato y el río Cauca, con alturas que alcanzan los 4050 m s. n. m. en dos páramos (farallones de Citará y páramo de Urrao), y la Central entre el río Cauca y el río Magdalena, con alturas un poco menores (páramos de Sonsón y de Belmira) y extensos altiplanos donde se depositaron aluviones auríferos terciarios en cuyo origen fue enorme la importancia del Batolito Antioqueño, cuerpo que tuvo gran influencia en las mineralizaciones de la región.

### Límites
Antioquia está delimitada por los siguientes departamentos:
| Noroeste: Mar Caribe (Golfo de Urabá) | Norte: Córdoba (Parque nacional natural Paramillo) | Nordeste: Bolívar (Serranía de San Lucas, Río Tamar) |
| Oeste: Chocó (Río Atrato)             |                                                    | Este: Santander (Río Magdalena)                      |
| Suroeste: Chocó, Risaralda            | Sur: Caldas (Ríos Arquia, Arma y Samaná Sur)       | Sureste: Boyacá (Río Magdalena)                      |

### Orografía

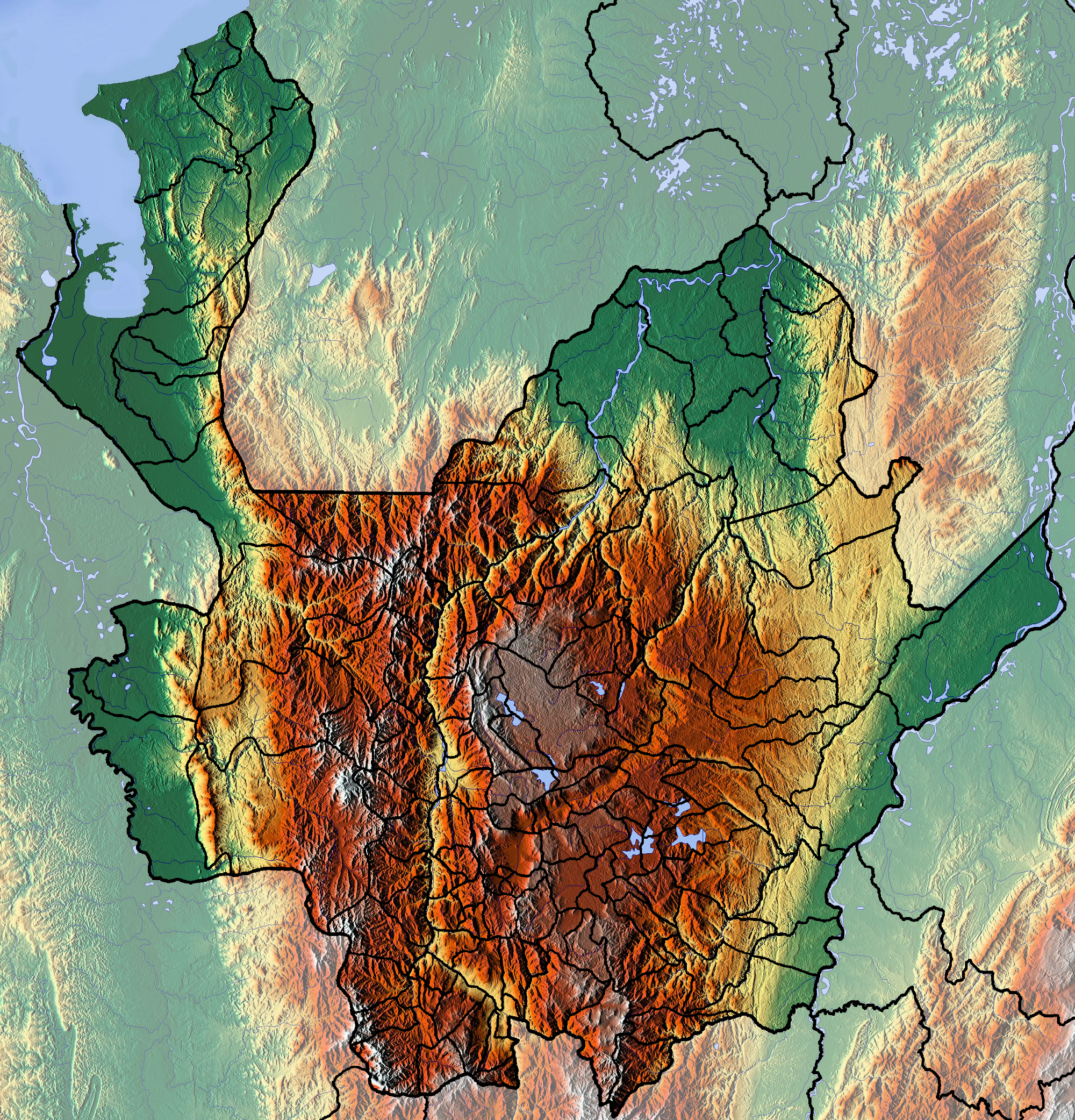
Mapa físico de Antioquia.

El territorio del departamento de Antioquia se caracteriza por presentar un relieve variado, representado, por una parte, por áreas planas que comprenden las dos terceras partes del total del suelo, y que están localizadas en el valle del Magdalena, en la subregión denominada Bajo Cauca, en las zonas próximas al departamento del Chocó, y en las zonas próximas a la costera región de Urabá; y por otra parte, el relieve está conformado por una extensa área muy montañosa que hace parte de las cordilleras Central y Occidental de los Andes, que componen una tercera parte del suelo antioqueño, y en la cual sobresalen 202 altos importantes, con elevaciones que oscilan entre los 1000 y los 4080 m s. n. m.
Sobre la cordillera Central se asientan la mayoría de municipios, entre ellos Medellín que se localiza en medio del valle de Aburrá, que a su vez separa dos altiplanos geográficos: el que está situado más al norte, llamado Altiplano de Santa Rosa de Osos, y el Altiplano situado más al oriente, llamado Valle de San Nicolás.
En la cordillera Occidental se localiza el mayor accidente montañoso del departamento, el Páramo del Sol, situado dentro de la jurisdicción del municipio de Urrao, con 4080 m s. n. m.; también en esa localidad está situado el Morro Campana, con 3950 m s. n. m. En el municipio de Dabeiba está ubicado el Alto de Paramillo, con 3960 metros, y en el municipio de Andes se localiza el Cerro de Caramanta, que tiene 3900 metros de altura.
Las zonas planas, no montañosas, de Antioquia son: Bajo Cauca, Magdalena Medio, Atrato y Urabá. La zona plana del Urabá antioqueño merece mención aparte puesto que es aquí donde Antioquia tiene su salida al mar Caribe.

### Hidrografía

Hidrografía de Antioquia.

Antioquia está bañada al norte, en sus costas, por el mar Caribe. Al occidente recibe la humedad del océano Pacífico, en la zona de sus selvas.
En cuanto a sus ríos, son muy numerosos y constituyen el origen de su potencial hidrográfico e hidroeléctrico; los ríos más importantes son el Atrato, que la separa del departamento del Chocó; el Cauca, que la atraviesa por el centro y separa la cordillera Occidental de la Central, en el corazón del departamento, y el Magdalena, que le sirve de límite con el departamento de Santander, en el extremo oriente de la región.
Otros ríos de relativa importancia en el departamento son el río Porce y el río Nechí, en cuyas aguas desemboca el Porce. El río Nare, que en su cuenca alta recibe el nombre de río Negro, no es el más caudaloso, ni el más largo, pero su cuenca es hoy la más importante de Antioquia ya que aporta todo su caudal para los embalses de Guatapé y San Lorenzo, y parte de él para los de Playas y Punchiná; el sistema interconectado de embalses que origina su cuenca genera el 30 % de la hidroelectricidad de Colombia. El río San Juan, el río Penderisco y el río Claro, también forman parte de la hidrografía del departamento.
La riqueza hídrica del departamento también está representada en sus múltiples ciénagas, como las de Buchadó, Los Medios, Tumaradó, Caucasia, Nechí, El Bagre, Yondó y Puerto Berrío.

### Clima

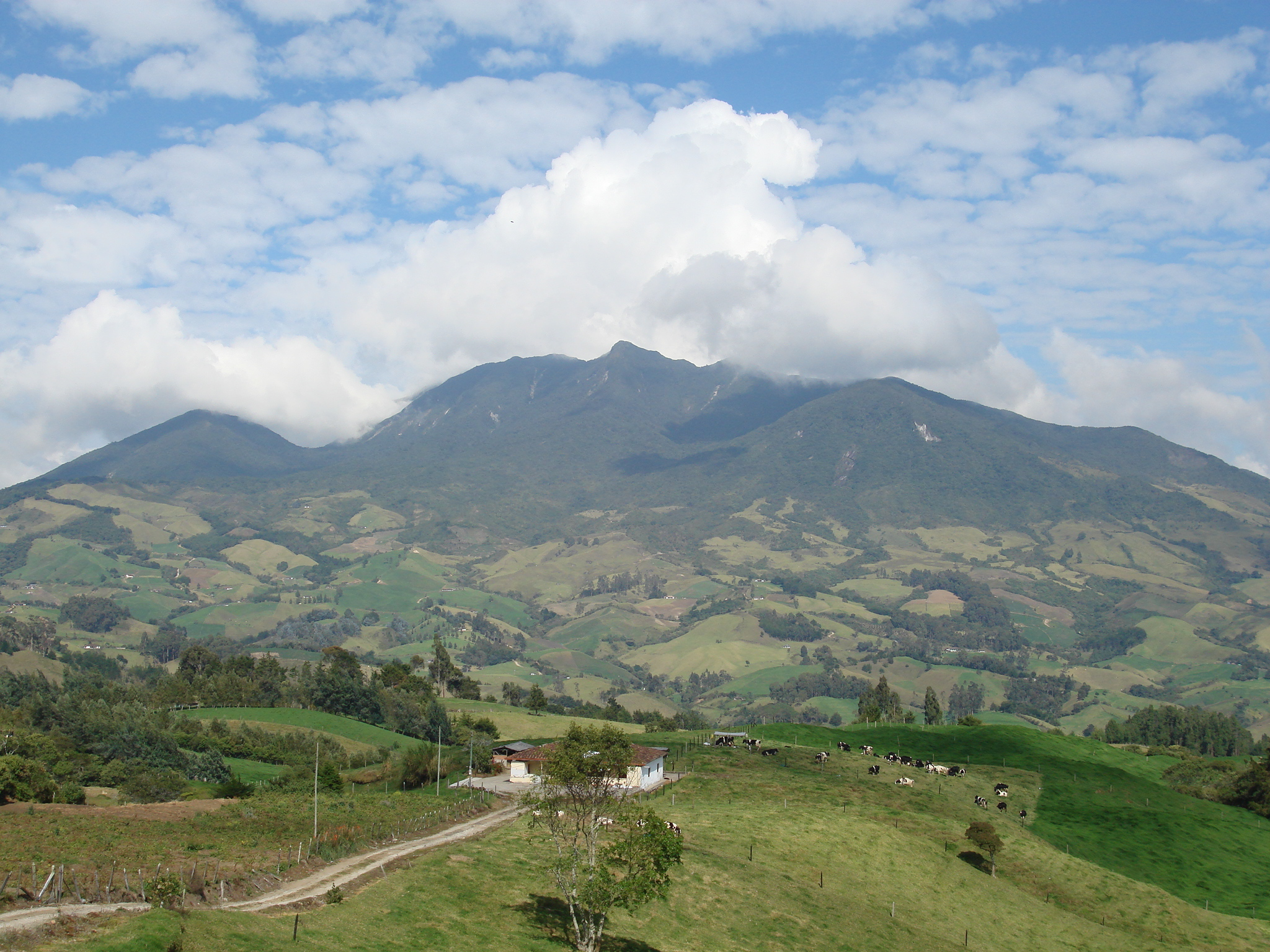
Páramo de Sonsón.

Los principales factores geográficos que condicionan el clima de Antioquia son: su localización en la zona ecuatorial al noroeste de Colombia; la presencia de los ramales occidental y central de la cordillera de los Andes que cruzan de sur a norte; su cercanía a los océanos Atlántico (mar Caribe) y Pacífico; y por último su vegetación.
La localización de Antioquia en la zona ecuatorial de América influye en las temperaturas promedio de sus regiones, desde temperaturas muy altas en las tierras bajas de Urabá y del Nordeste, así como en las tierras bajas de los valles de los ríos Magdalena, Cauca, Porce y Nechí, hasta las muy frías de los páramos de Sonsón y Belmira (cordillera central) y de Frontino (cordillera occidental). La temperatura disminuye cuando aumenta la altitud, más o menos a una tasa de 5,3 grados centígrados por cada kilómetro de ascenso (5,3 °C/km).
Otros factores que influyen sobre la temperatura son: el tipo de vegetación dominante, por su efecto de sombrío y por el enfriamiento que resulta de la evaporación y transpiración del vapor de agua por las plantas; la cercanía a los océanos por el influjo de las brisas marinas; y la posición con respecto a los valles interandinos por la dirección en la circulación de los vientos húmedos, y por el efecto de recibir la radiación solar principalmente en la mañana o en la tarde.

### Espacios naturales
Los Parques naturales de Antioquia ubicados en la cordillera Occidental son el parque nacional natural Paramillo y el parque nacional natural Las Orquídeas; en el distrito de Turbo hay una pequeña porción de tierra que hace parte del parque nacional natural de Los Katíos. El parque nacional natural de las Orquídeas cuenta con 32 000 hectáreas comprendidas entre los municipios de Abriaquí, Urrao y Frontino.
Otro centro natural es el Parque ecoturístico Arví entre los valles de Aburrá y San Nicolás, con 1761 hectáreas.

## Demografía
Según los datos del último censo hecho en 2018, Antioquia tiene 6 691 030 habitantes, de los cuales más de la mitad viven en el área metropolitana del Valle de Aburrá. La estructura poblacional del departamento manifiesta una disminución de la natalidad, siendo el valle de Aburrá la subregión donde resulta más notorio. Cabe anotar que para Antioquia, el valle de Aburrá pasó de ser el 53,8 % de la población antioqueña en 1985 al 58,5 % en 2011.
En los siglos XVIII y XIX la tasa de crecimiento poblacional era un poco más de 1.1 % anual; marcada por una alta mortalidad con una fuerte corriente emigratoria hacia el sur de Antioquia; sin embargo la natalidad era bastante alta, del orden del 4.5 %. Aún en el primer tercio del siglo XX la tasa de crecimiento siguió siendo escasa (1,9 % anual entre el censo de 1905 y la estimación para 1934). Pero en el segundo tercio del siglo XX, desde 1934 hasta el censo de 1973, la tasa ascendió a 2,5 % anual, resultante de una natalidad todavía alta, de una mortalidad muy reducida, y de la paralización a comienzos de la década de los años 40 de la emigración al antiguo departamento de Caldas. Entre 1951 y 1973 se registró la tasa de 2,93 % anual, que mereció que en esos años se hablara de una "explosión demográfica".
Por otra parte, el Bajo Cauca es una región joven, su estructura poblacional forma una pirámide con su base ancha y su cima delgada. A pesar de esto, la subregión sigue la tendencia del departamento en cuanto a la reducción de los nacimientos. La subregión del Magdalena Medio está en proceso de transición entre una población joven a una madura. La subregión del Nordeste aún no entra a esa etapa de transición. La subregión del Norte sigue un comportamiento similar a la anteriormente señalada. El Occidente presenta una dependencia demográfica alta con respecto a otras subregiones del departamento; mientras que la subregión del Oriente muestra un comportamiento similar al valle de Aburrá en todos los indicadores demográficos. De todas las subregiones de Antioquia, Urabá es la subregión con los valores más extremos de todo el departamento; aunque la tendencia es similar a la de
las otras poblaciones, siempre es la de menor o mayor valor en el indicador
respectivo.
Los municipios más poblados del departamento para 2025 son:

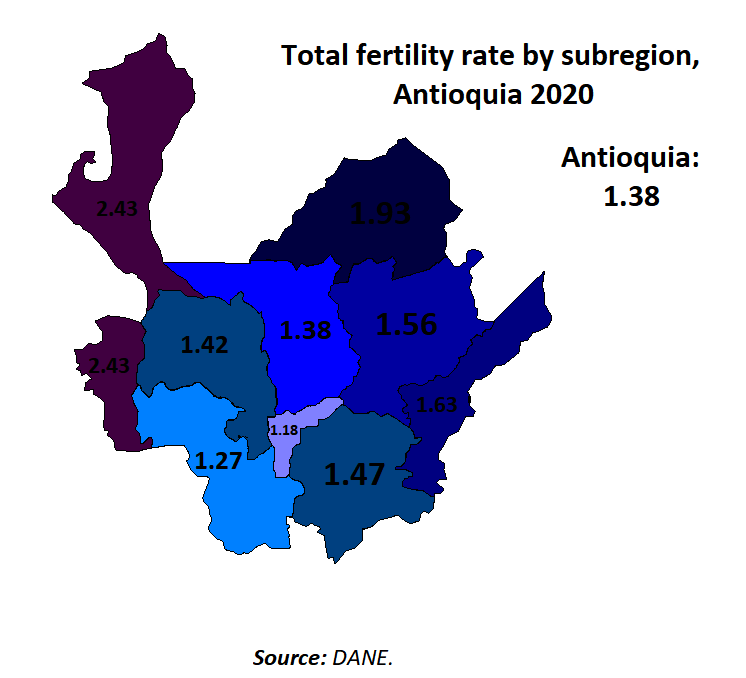
Índice sintético de fertilidad (hijos por mujer) subregiones de Antioquia 2020.

| Evolución de la población de Antioquia (1912-2025)                        |
|                                                                           |
| Población según censo. Población según proyección.Fuente: Statoids. DANE. |

### Etnografía
Un estudio publicado en Proceedings of the National Academy of Sciences, desarrollado por el laboratorio de Genética Molecular y los departamentos de Historia y Psiquiatría de la Universidad de Antioquia, determinó que a nivel de autosomas la población antioqueña es aproximadamente 64 %~71 % de origen europeo, 17 %~24 % indígena americana y 11.7 % africana, esto debido a la continua inmigración de españoles durante los siglos XVI y XVII que fueron integrándose a las primeras poblaciones mestizas de las montañas del valle de Aburrá y el oriente antioqueño.
La población afrocolombiana que habita en Antioquia la constituyen 598 006 personas según el censo del 2005, lo que representa el 10,9 % de la población total. En el departamento tienen asiento las comunidades indígenas emberá (katío, chamí), zenú y el pueblo tule o kuna, todas ellas con historias y condiciones culturales específicas que amplían la diversidad étnica de la región.
La mayoría de las comunidades afrocolombianas e indígenas se encuentran ubicadas en el Urabá, Bajo Cauca y el Magdalena Medio, algunos son pueblos que tienen sus orígenes en las regiones Caribe y Pacífico, además de los nativos de Antioquia.

### Lenguas
El español es el idioma oficial de Colombia y por tanto es hablado por la mayoría de los antioqueños. Sin embargo, existen algunas lenguas nativas habladas por indígenas como la tule, pertinente a la familia lingüística chibcha y que es hablada por aproximadamente los mil indígenas del resguardo Caimán Nuevo, entre Turbo y Necoclí. También está la familia lingüística emberá, que a su vez tiene dos variaciones dialectales: el emberá catío en el noroccidente del departamento, especialmente en Frontino, Urrao y Dabeiba, y cuyo nivel de conservación es alto. La otra variante dialectal es el emberá chamí, ubicados en el sudoeste, que está en riesgo de pérdida.

### Inmigración
El más reciente censo general de la nación, realizado por el Departamento Administrativo Nacional de Estadística de Colombia (DANE), presenta los siguientes resultados acerca del país de nacimiento de los habitantes del departamento de Antioquia:
| N.º        | País           | Población |
| ---------- | -------------- | --------- |
| 1          | Venezuela      | 153 937   |
| 2          | Estados Unidos | 4 953     |
| 3          | España         | 1 885     |
| 4          | Ecuador        | 1 410     |
| 5          | México         | 733       |
| 6          | Argentina      | 724       |
| 7          | Perú           | 719       |
| 8          | Brasil         | 556       |
| 9          | Panamá         | 503       |
| 10         | Chile          | 422       |
| No informa | No informa     | 868       |
| Otros      | Otros          | 5 505     |
| Total      | Total          | 172 242   |

## Gobierno y administración

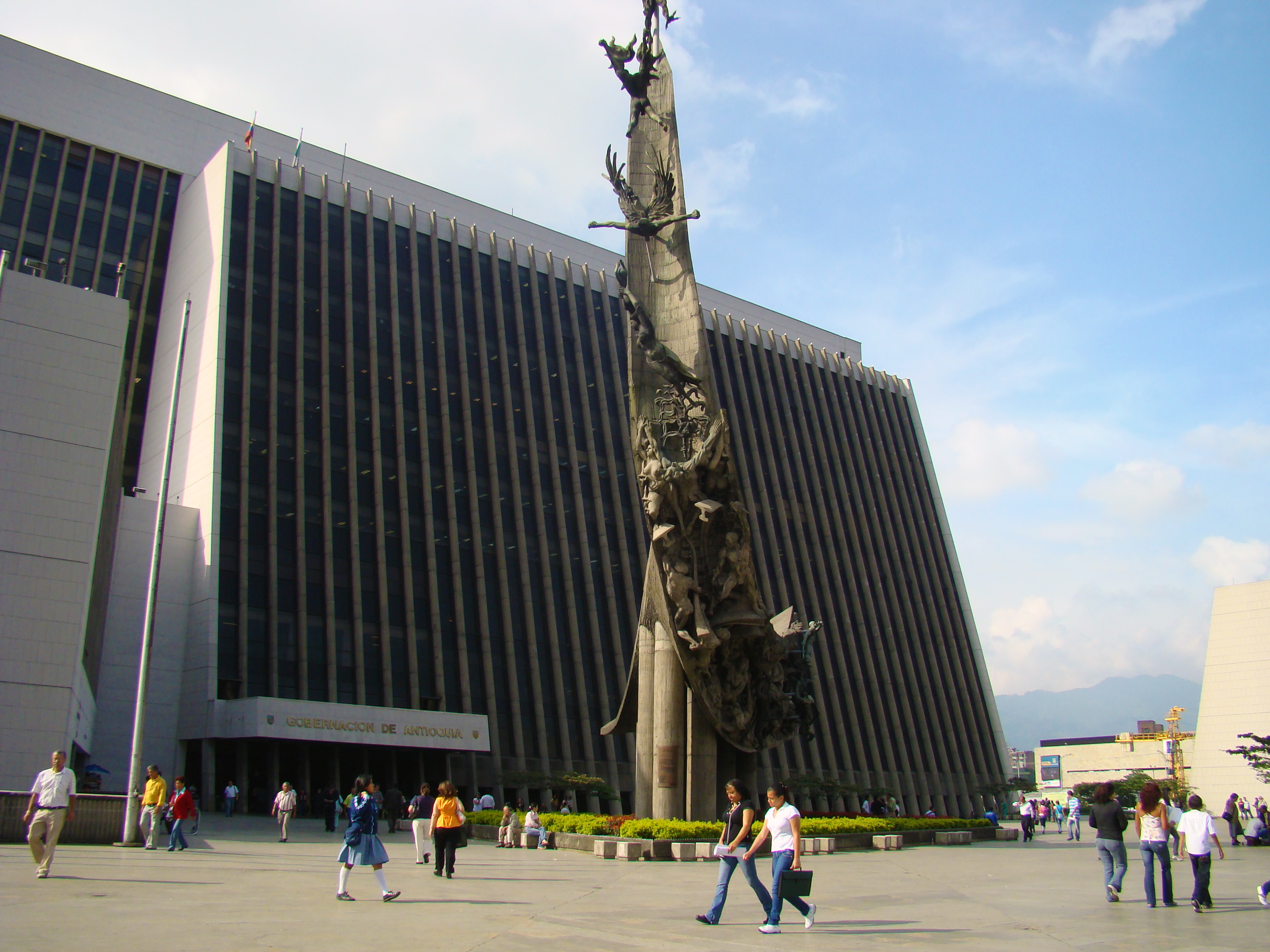
Edificio de la Gobernación de Antioquia en Medellín.

La Asamblea departamental de Antioquia, conjuntamente con el gobernador, rigen los destinos del departamento de Antioquia.
La Asamblea departamental es una corporación de elección popular, integrada por no menos de once miembros y no más de treinta y uno. Sus miembros se llaman diputados y son elegidos cada cuatro años en calidad de servidores públicos. Actualmente cuenta con 26 miembros y un secretario general que se encarga de velar por el buen funcionamiento de la misma.
El gobernador es elegido por elección popular para un período de cuatro años. Los alcaldes de cada municipio también son elegidos popularmente.
Por tradición, en Antioquia había predominado para las elecciones los partidos políticos liberal y conservador. Pero en las elecciones legislativas de 2014, el Centro Democrático (Colombia) obtuvo el 34,92 % de los votos totales en el departamento. El Partido Conservador Colombiano se situó en segundo lugar con 9,43 %, mientras que el Partido Liberal Colombiano solo obtuvo 9,11 %. El Partido de la U, con 34000 votos se situó en el cuarto puesto con el 5,8 %.

## Organización territorial
Antioquia está dividida en 9 subregiones que no son relevantes en términos de gobierno, y que fueron creadas para facilitar la administración del departamento.
Por su parte, los municipios corresponden al segundo nivel de división administrativa en Colombia, que mediante agrupación conforman los departamentos. Antioquia tiene 125 municipios. Las áreas rurales de los municipios se dividen en corregimientos y estos a su vez se dividen en veredas. En la actualidad el departamento tiene 261 corregimientos y 4353 veredas.
| Municipios por Región | Municipios por Región | Población  | Población | Superficie | Superficie |
| Municipios por Región | Municipios por Región | Habitantes | % / total | en km²     | % / total  |
| --------------------- | --------------------- | ---------- | --------- | ---------- | ---------- |
| Bajo Cauca            | 6                     | 269 691    | 4,4       | 8485       |            |
| Magdalena Medio       | 6                     | 107 450    | 1,8       | 4777       |            |
| Nordeste              | 10                    | 178 922    |           | 8544       |            |
| Norte                 | 17                    | 220 149    |           | 7390       |            |
| Occidente             | 19                    | 200 307    |           | 7291       | 11,6       |
| Oriente               | 23                    | 587 512    |           | 7021       |            |
| Suroeste              | 23                    | 371 495    |           | 6513       | 10,4       |
| Urabá                 | 11                    | 508 802    |           | 11 664     | 18,6       |
| Valle de Aburrá       | 10                    | 3 591 963  |           | 1157       |            |

## Economía
Para 2012, Antioquia es uno de los departamentos colombianos cuyo impulso económico está ya repartido entre los sectores primario a terciario de la economía: el sector primario o rural (agropecuario), el sector secundario o manufactura, y el sector terciario o de servicios, incluyendo comercio. Antioquia ya superó la dependencia de la industria manufacturera para instalar su economía, en más de un 65 %, en el sector de los servicios. Su aportación al producto interno bruto nacional, PIB, es del 15 %. Desde hace varios años, el departamento se ha dado a la labor de enfocar y encauzar el grueso de su potencial económico hacia la economía del conocimiento.
Tradicionalmente, Antioquia ha sido el primer departamento exportador de Colombia. El 70 % de sus exportaciones está constituido por productos y servicios de valor agregado. Ya por 2005 los productos y servicios originados en Antioquia representaron el 25 % del total de las exportaciones no tradicionales del país. Para febrero de 2011 registró el 33,5 % del total de las exportaciones no tradicionales del país.
En 2012, Antioquia continúa trabajando en los sectores económicos definidos por la administración departamental como estratégicos desde 2007, los cuales son: minería, ganadería vacuna y caballar, comercio, confección, producción y distribución de energía, servicios especializados de salud y medicina, frutas y flores, verduras con valor agregado, conservas y alimentos en general, productos forestales, construcción de vivienda, vehículos (autos y motos) y servicios financieros, de bolsa, bancarios y de seguros. A estos se suman otros sectores transversales: software, electrónica, telecomunicaciones, maquinaria y equipo, turismo de negocios, turismo médico, congresos y convenciones, y transporte. Es de destacarse el potencial maderero; en 2007, ya el 58 % del territorio antioqueño resultaba apto para este uso y, dada esa ventaja comparativa, se planea la implementación de un clúster forestal para el futuro próximo, también con miras a la exportación.
Actualmente, Antioquia está inscrita en el área de servicios de alta tecnología, especialmente en telecomunicaciones, software y TICs, o Tecnologías de Información y Comunicaciones. En el Área Metropolitana del Valle de Aburrá se ha asentado, por ejemplo, y para servicio de toda América Latina, la multinacional Hewlett Packard a partir del año 2011. La totalidad de los 125 municipios del departamento posee conectividad de banda ancha a la internet, y se cuenta con una disponibilidad de un computador por cada quince personas.
Se trata del segundo departamento más industrializado de Colombia con una aportación del 15 % del PIB nacional y alrededor de 80 000 empresas productivas aportando a este guarismo. Este desarrollo económico ha convertido al departamento en objetivo de grupos armados ilegales debido al potencial económico que les surgiría producto de la extorsión a empresas y negocios; también para hacerse del control a la minería ilegal de la zona del Bajo Cauca, a los cultivos de hoja de coca y a la fabricación de alcaloides en la zona del Urabá, al microtráfico en el departamento y la capital Medellín y sus alrededores, además del comercio ilegal de cocaína a través de los puertos del golfo de Urabá hacia el exterior.
Sin embargo, a finales de 2011 la tasa de desempleo era del 10,36 %.

### Sector primario

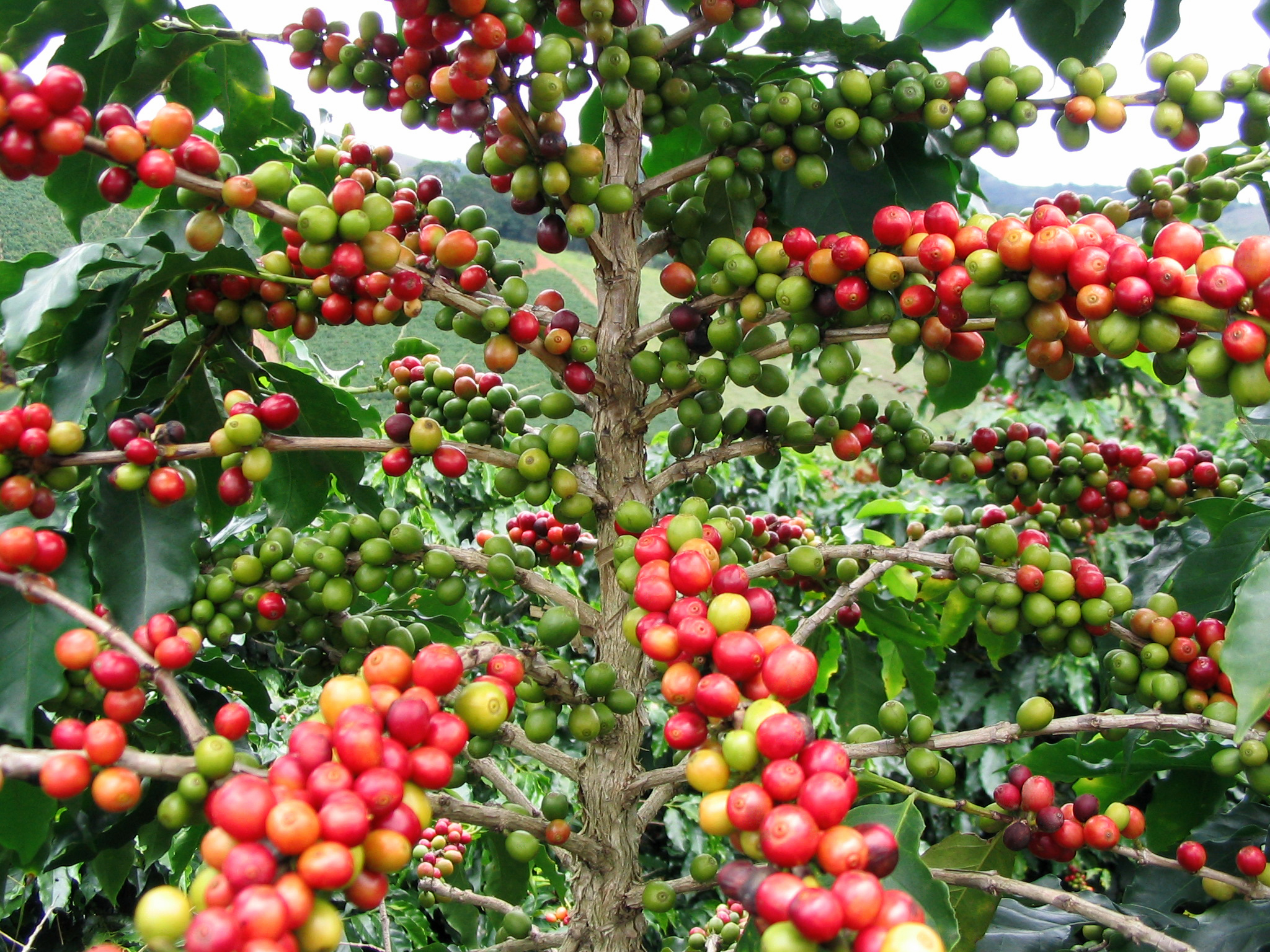
El café se convirtió en un emblema de la economía colombiana en el.

Ese nivel de tecnificación moderna también ha repercutido en el sector agrícola para potenciar por ejemplo la producción cafetera. Antioquia es el primer productor de café y banano de exportación del país. El café es uno de los productos emblemáticos del departamento, donde se cultiva en las laderas de las montañas que gozan de clima suave. A estos productos de la tierra se agregan también como destacados el maíz, las frutas y las verduras.
Antioquia es el primer contribuyente agrícola al PIB nacional, con un 15,48 % del total.
El departamento es gran productor y distribuidor de energía eléctrica. En la actualidad proporciona cerca del 30 % de la energía eléctrica nacional, y sus intenciones para el futuro próximo proyectan añadir a este copioso porcentaje un 15 % adicional. Medellín es sede de la mayor empresa latinoamericana de transmisión de energía.
El potencial económico de la comarca se complementa con la explotación de minas de oro, carbón y platino, algunas de ellas explotadas de manera ilegal y convertidas en fuente de financiación para los grupos al margen de la ley como las bandas criminales y las guerrillas de las FARC y el ELN. También es rica en recursos de petróleo, hierro, cobre, plomo, asbesto, zinc y mármol, y conserva el liderazgo minero del país, controla cerca del 60 % de la producción del cemento nacional, está construyendo actualmente la mayor fábrica de cemento de América Latina, y posee fábricas y puertos cementeros en varias naciones, incluido los Estados Unidos.
Antioquia cuenta con múltiples embalses: Guatapé-El Peñol, Jaguas, Playas, Punchiná, Riogrande II, Miraflores, Porce II, Porce III y las represas de: Troneras, La García, La Fe y Piedras Blancas.
Además, a partir de 2010 se está gestando el proyecto de producción de energía de Pescadero-Ituango.
La ganadería ha tenido un desarrollo notable desde el último cuarto del siglo XX, sobresaliendo las variedades de ganado bovino que últimamente incluyen las exclusivas y apetecidas razas Angus-Brangus, muy especialmente la Brangus roja.
Igualmente lo ha tenido la producción lechera, que abastece directamente sus áreas urbanas más pobladas y el resto del país. El departamento es notorio líder en producción nacional de leche y posee la Cooperativa Lechera más grande de Latinoamérica, Colanta.
En otro renglón se sitúan las ganaderías porcina y equina.

### Sector secundario
El departamento cuenta con la primera empresa licorera del país, la Fábrica de Licores de Antioquia.
Íconos empresariales de Antioquia son la industria textil, de confecciones y de modas; aproximadamente el 60 % de las exportaciones nacionales en estos sectores corresponde a esta comarca. Es así que en 2007, se creó en Medellín el primer clúster de producción industrial del país, con más de once mil compañías vinculadas, en el área de textiles, confecciones, diseño y moda.
También han tomado impulso otras manufacturas como los alimentos procesados y las conservas, bebidas, el papel, los productos químicos y farmacéuticos, el cuero y los muebles.
De igual modo, la industria metalmecánica es muy activa y manufactura productos de alto valor agregado como motores, transformadores, equipo eléctrico en general, electrodomésticos, repuestos automotrices y partes metálicas para la construcción, entre otros.

### Sector terciario
En el sector servicios el departamento se ha desarrollado hasta una madurez de competitividad mundial y calidad internacional de primer orden en subsectores, entre otros, como medicina y salud, telecomunicaciones, tecnología electrónica, banca, seguros, software y tecnología TIC de información y comunicaciones. La región cada día evoluciona desde su tradicional vocación manufacturera, y sin renunciar a ella, hacia la modernidad del sector de los servicios.
En el sector de servicios de comercio, es en Antioquia donde se ha creado la mayor organización comercial al detal de la nación, la organización Éxito.
Hoy en día, el principal banco nacional, Bancolombia, tiene su asiento en Medellín.
En general, la mayor organización empresarial colombiana de servicios públicos es antioqueña, representada por la emblemática EPM.

#### Turismo

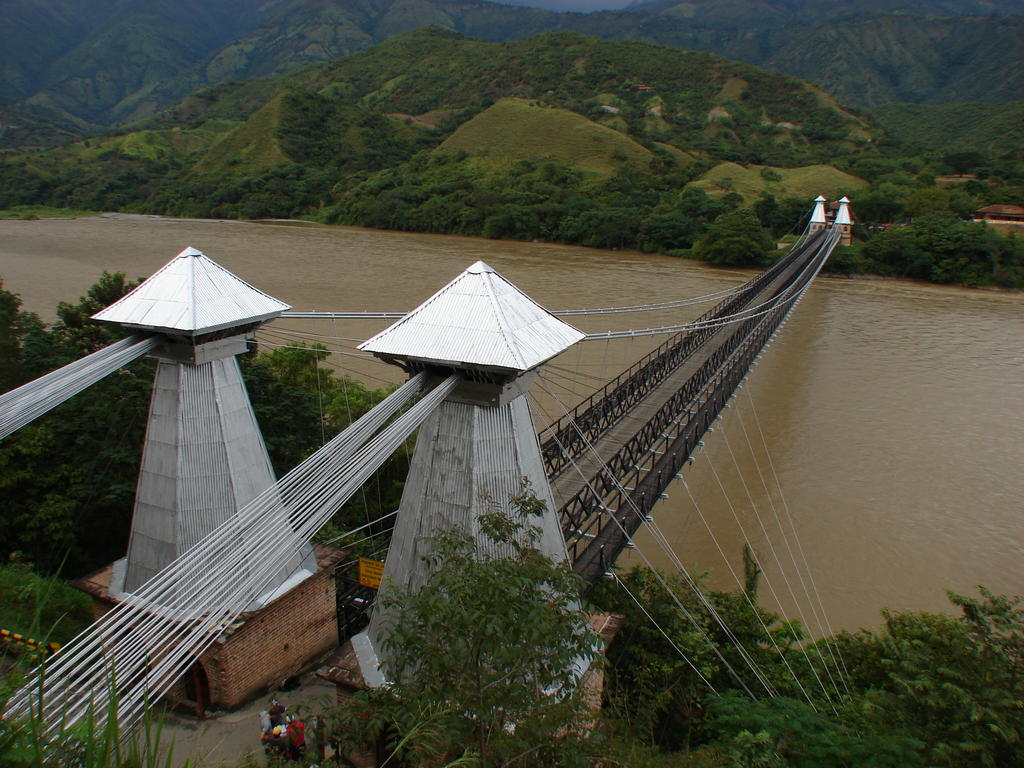
Puente de Occidente sobre el Río Cauca (Santa Fe de Antioquia-Olaya). Construido en 1895

Antioquia cuenta con gran variedad de atractivos turísticos. El norte del departamento es conocido como la ruta de la leche, pero aparte de ese renglón económico que mueve todo el desarrollo de la zona, en lo que respecta al turismo su potencial hídrico, representado en embalses, ríos, balnearios, clubes y centros recreativos, cascadas y saltos, permite que se puedan practicar deportes como la pesca deportiva, o simplemente apreciar y disfrutar el paisaje. El occidente es denominado como la ruta del sol y de la fruta ya que en esta región se localiza el valle del río Cauca y por lo tanto su clima es cálido; sus atractivos más relevantes son el Puente de Occidente y la ciudad colonial de Santa Fe de Antioquia. El Puente de Occidente fue en su tiempo uno de los más ambiciosos megaproyectos de la ingeniería colombiana; se trata de un puente colgante de 291 metros que cruza el río Cauca; su construcción inició en 1887 y terminó en 1895. El diseñador y constructor del puente fue José María Villa, quien posteriormente viajó a Estados Unidos y trabajó en la construcción del Puente de Brooklyn, en Nueva York. Santa Fe de Antioquia, por su parte, fue la capital del departamento hasta 1826 y fue una importante ciudad durante la colonia; actualmente cuenta con edificaciones declaradas monumento nacional como la Catedral Basílica Metropolitana, que entre otras cosas fue la primera construida en territorio antioqueño, y el ya mencionado Puente de Occidente.
El Oriente Antioqueño es un destino turístico tradicional y cercano a Medellín; se localiza en un altiplano de la cordillera central y su municipio más importante es Rionegro. Otro municipio destacado en cuanto al turismo en esa región es Guatapé, ya que dentro de su territorio se encuentra el peñón o Piedra del Peñol, conocida así porque en sus alrededores se localizaba el municipio de El Peñol, que finalmente tuvo que trasladarse para otro sitio debido a la construcción del Embalse Peñol-Guatapé. La piedra del Peñol es un monolito de 220 metros de altura, está compuesta por cuarzo, feldespato y mica; tiene una escalera interna con 702 escalones y es uno de los sitios más visitados por los antioqueños. El Embalse Peñol-Guatapé, por su parte, tiene una extensión de aproximadamente 2262 hectáreas y 1200 millones de metros cúbicos. Cuenta con muelles, donde se alquilan lanchas, motos acuáticas, bicicletas náuticas, kayak, veleros y barcos que hacen las veces de discotecas a lo largo del embalse. También son muy conocidas las coloridas calles del propio Guatapé, en las que destacan sus zócalos (parte baja de las paredes de las casas), que tienen en alto relieve diferentes motivos decorativos acordes al oficio de las familias, o los gustos personales de los habitantes de las viviendas.

## Transportes

### Vías
Antioquia tiene 1508 kilómetros de vías que forman parte de la red vial nacional o red vial primaria. La red vial secundaria tiene 4675 kilómetros. La red vial terciaria tiene una longitud de 1944 kilómetros. Las principales vías son la troncal de occidente, cuya longitud es de 308 kilómetros; la troncal de Urabá mide 347.76 kilómetros; la transversal Tribugá - Medellín - Arauca, la cual mide 239 kilómetros; la transversal del Caribe, que une Turbo - Necoclí - Arboletes; la transversal Medellín - Bogotá; y el circuito Medellín - valle de Rionegro.
El departamento cuenta con el segundo túnel más largo de América Latina, el Túnel de Oriente, que comunica Medellín con el Aeropuerto Internacional José María Córdova de Rionegro. Al momento de su inauguración en 2019, era el más largo de Latinoamérica.
A fecha de 2020 están en construcción en el departamento tres ejes viales en doble calzada que se denominan, en su conjunto, Autopistas para la Prosperidad (APP). Son ellas Medellín - La Pintada - Santa Fe de Antioquia, Medellín - Turbo, y Medellín - Puerto Berrío. La construcción de la doble calzada Medellín - Turbo hará posible la ejecución del trayecto faltante de la carretera Panamericana, entre Colombia y Panamá.
Las Autopistas para la Prosperidad (APP), abarcan una longitud vial de 1160 km e incluyen 63 km de viaductos y 131 túneles que en su conjunto suman 90 km, todo esto con un costo de 7240 USD millones. Cabe destacar que Medellín, como es poco frecuente en otros lugares, participa en la creación y ejecución del las partes de este megaproyecto que están por fuera de su jurisdicción.
Adicionalmente a las APP, el megaproyecto Autopista de las Américas fue planeado y aprobado por el CONFIS dese 2009. Esta autopista que unirá a Venezuela con Panamá, agiliza por fin el paso por el conocido "Tapón del Darién".

### Vía hacia los puertos de Urabá
A pesar de que Antioquia cuenta con un puerto marítimo en Urabá, este no pasa de ser un complejo destinado a la salida de la producción bananera de la zona - uno de los pilares agrícolas de la economía antioqueña -, y carece de instalaciones para importar o exportar otro tipo de productos. Además, todavía no se cuenta con una carretera de especificaciones adecuadas que conecte a la subregión de Urabá con la capital antioqueña y el resto del país.
Se está trabajando, a 2020, en la construcción de una vía de buenas especificaciones, que en el citado año avanza en el 20 % de ejecución. El proyecto, que une el centro del país con los puertos de Urabá, cuenta con una inversión de 3,2 billones $, para un total de 254 kilómetros de conexión vial.
Según la Agencia Nacional de Infraestructura, ANI, este proyecto reduce a la mitad el tiempo de recorrido entre Medellín y los puertos del Urabá. Cuando esté en pleno funcionamiento, un camión pasará de demorarse doce horas recorriendo el trayecto, a seis.

### Transporte aéreo
El aeropuerto Internacional José María Córdova es el más importante del Departamento. Está ubicado en el valle de Rionegro, a 18 minutos de Medellín utilizando el Túnel de Oriente. Comparando el número de pasajeros transportados el primer semestre de 2013 con el mismo periodo del año anterior, este aeropuerto tuvo un incremento del 54,4 %, con 2 017 159 pasajeros transportados en enero – junio de 2012. En los primeros seis meses de 2013 movilizó 3 114 104.
Por su parte, el aeropuerto Olaya Herrera ubicado en el corazón mismo de Medellín, atiende vuelos regionales y nacionales. En 1985, por causa de la inauguración del aeropuerto José María Córdova, se suspendieron operaciones y luego se reanudaron, con vuelos nacionales, en 1988. Allí, diariamente se movilizan 1400 pasajeros y se realizan 230 operaciones aéreas. En 2011 movilizó 975 599 pasajeros y se tenía previsto que en 2012 fueran 922 000. Anualmente realizan 81 891 operaciones aéreas y es segundo en el país en ese aspecto.
A su vez, muchos municipios de Antioquia cuentan con pequeños, medianos o grandes aeropuertos. Algunos están ubicados en zonas muy selváticas y apartadas, hacia donde a veces no existe comunicación fluvial ni por carretera; si bien estos aeródromos pueden en ocasiones ser rudimentarios, constituyen la única forma de transporte para esas regiones. Ejemplos son los aeropuertos regionales de Amalfi (en Amalfi), Otú (en Remedios), Juan H. White (en Caucasia), Gonzalo Mejía (en Turbo), Los Cedros (en Carepa), Puerto Berrío (en Puerto Berrío), El Bagre (en El Bagre), Alí Piedrahíta (en Urrao) y Vigía del Fuerte (en Vigía del Fuerte).

Transporte aéreo por cable
Medellín cuenta con un sistema de metrocable integrado a su sistema de transporte masivo permanente, conocido como la línea K. En el departamento existen otros siete sistemas de cable, tres en comodato a los municipios, (Yarumal, San Andrés de Cuerquia y Nariño), dos operados por contratistas de la Gobernación, (Jardín y Jericó), y dos operados por las comunidades, (Sopetrán y Argelia).

## Infraestructura energética

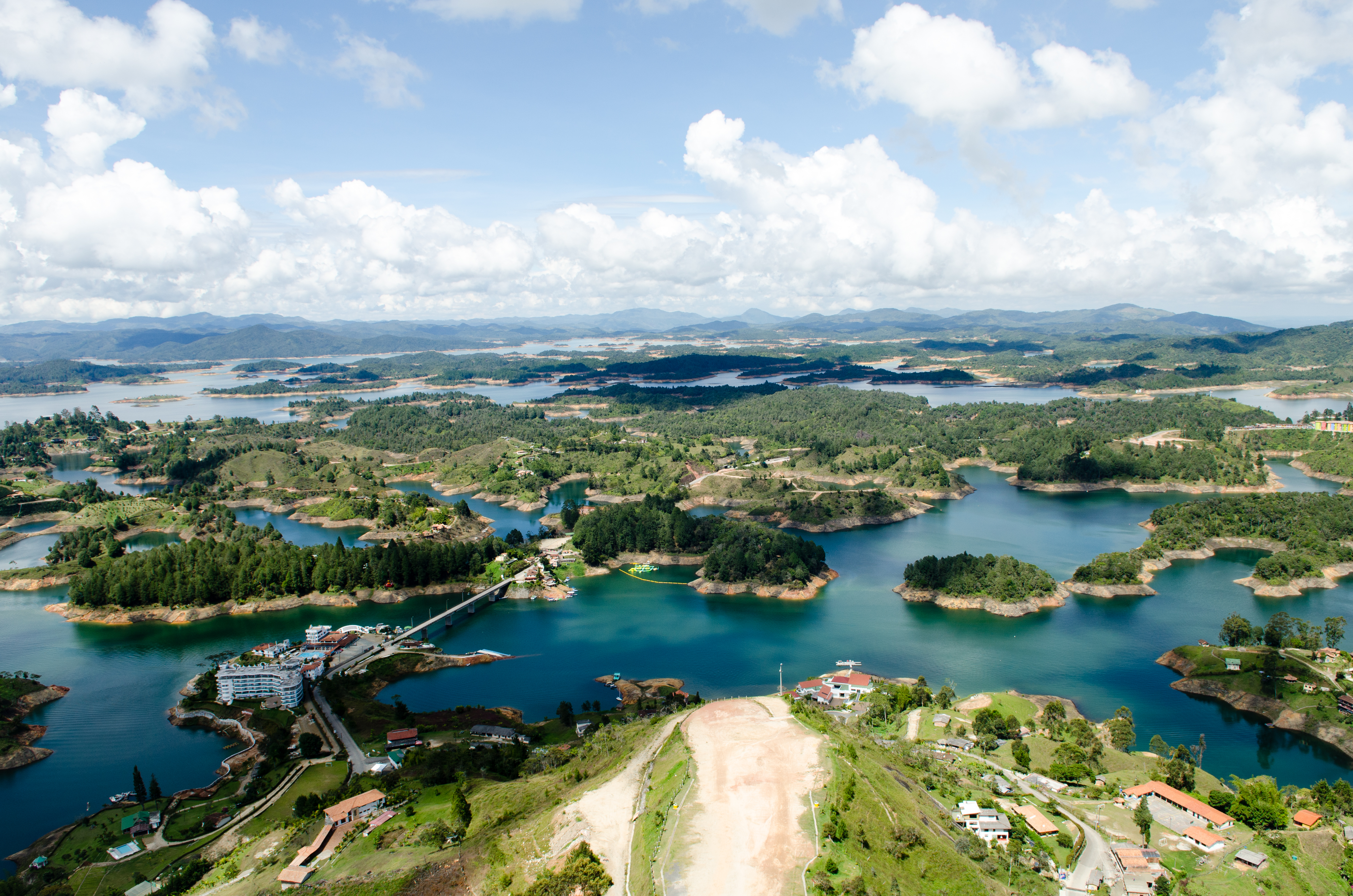
El Embalse Peñol-Guatapé, situado en el oriente del departamento, es de gran atractivo turístico (en especial para la práctica de deportes náuticos)

Antioquia tiene la capacidad de producir la tercera parte de la energía hidroeléctrica del país con los 3803 megavatios de 45 centrales que están en operación.
Las centrales se encuentran en todas las subregiones del departamento, con excepción de Urabá. La Central Troneras está ubicada en la jurisdicción de Carolina del Príncipe; utiliza las aguas del río Guadalupe, después de haber recibido las desviaciones de los ríos Concepción, Nechí, Pajarito y Dolores. La primera de las unidades entró en operación en 1964 y la segunda un año después. Esta central le aporta anualmente al sistema una energía media de 242 GWh y una energía firme de 208 GWh.

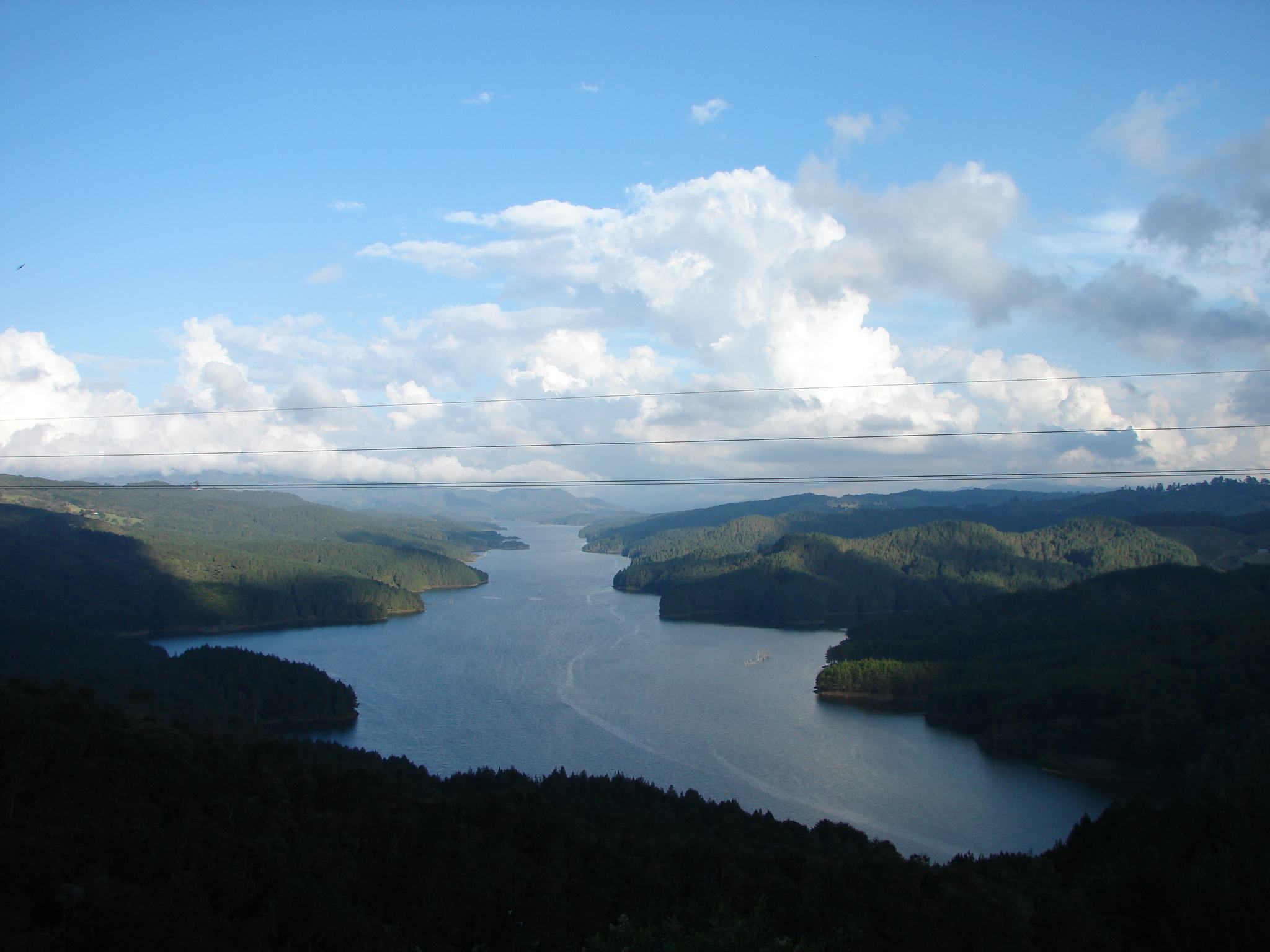
Embalse de Riogrande, ubicado en el norte del departamento, entre San Pedro de los Milagros, Entrerríos, Santa Rosa de Osos y Donmatías.

La Central Guadalupe III está localizada aguas abajo de la anterior. Sus dos primeros grupos entraron en servicio en 1962, el tercero en 1965 y los tres últimos en 1966. Su contribución a la energía media anual del sistema de EPM es de 1617 GWh y a la energía firme de 1377 GWh.
La Central Guadalupe IV está ubicada al Nordeste del departamento. Su entrada en operación comercial se produjo en 1985, cuando simultáneamente salieron de funcionamiento las centrales hidroeléctricas Guadalupe I y Guadalupe II.
Las Centrales Porce II y III tienen como principal fuente de alimentación el río homónimo. Otras Centrales son Caracolí y Riogrande I. La Central Guatapé es quizás la más famosa; utiliza las aguas del río Nare, que se desvía al río Guatapé para aprovechar una diferencia de nivel de 810 metros entre las cuencas de estos dos ríos. La primera etapa fue puesta en servicio entre 1971 y 1972 y la segunda en 1979. Cada etapa está compuesta por cuatro unidades generadoras. Esta central contribuye al sistema con 2730 GWh de energía media anual, y una obligación de energía firme asignada para 2011, de 1945.5 GWh-año. El embalse Peñol - Guatapé es el de mayor regulación del país, con una capacidad de almacenamiento total de 1.071,7 millones de metros cúbicos.
Otras Centrales son Playas, Río Abajo, Sonsón I y II, La Herradura, Támesis, La Vuelta, La Tasajera, Piedras Blancas, Ayurá, Niquía, y la Minicentral Dolores.

## Medios de comunicación

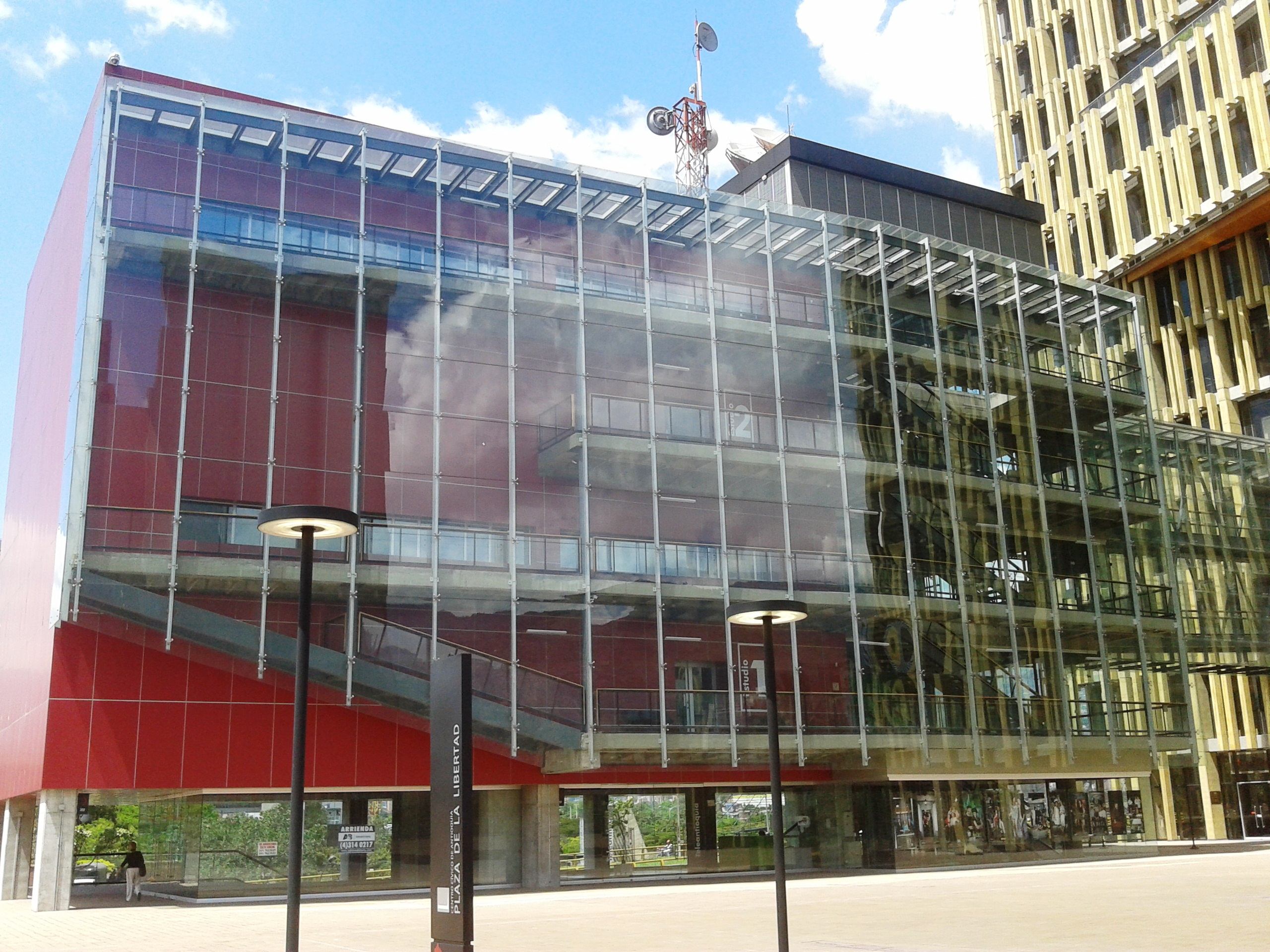
Estudios del canal Teleantioquia, cuya primera emisión fue en 1985, primer canal regional inaugurado en Colombia.

Antioquia cuenta con varios canales de televisión de señal abierta terrestre: los canales locales del área metropolitana (Telemedellín, Canal U, y Televida); un canal regional público (Teleantioquia), y los cinco canales nacionales: los 2 privados Caracol y RCN, y los 3 públicos, Canal Uno, Señal Institucional y Señal Colombia. Las empresas de televisión por suscripción ofrecen canales propios.
En cuanto a telefonía e internet, las principales empresas en este sector son EDATEL y UNE Telecomunicaciones, siendo la primera filial de la segunda; también están presentes la Empresa de Telecomunicaciones de Bogotá (ETB), Claro y Movistar. Además en el departamento hay varios operadores de telefonía móvil, los principales son: Claro, Movistar, y Tigo, todos con cobertura nacional y con tecnología 4G,3G, GSM. De esta forma la totalidad de los municipios antioqueños tiene acceso a la red, y Medellín cuenta con uno de los porcentajes más altos del país en cuanto acceso a internet.
Del mismo modo, en el departamento circulan dos importantes diarios: El Colombiano y El Mundo, ambos con una larga trayectoria en el ámbito regional. También circulan los periódicos El Tiempo y el El Espectador, ambos de tiraje nacional.
En Antioquia están establecidas varias emisoras de radio en AM y FM, tanto de cobertura regional como nacional, de las cuales la mayoría son manejadas por Caracol Radio o RCN Radio, aunque hay otras emisoras como Todelar y la Cadena Súper.

## Educación
Antioquia ya ha culminado prácticamente la cobertura total en educación básica gratuita para la totalidad de su población infantil de 700 000 estudiantes.
Además de las escuelas y colegios de primaria y secundaria, el departamento cuenta con aproximadamente 45 universidades nacionales, departamentales, municipales y privadas.
Estos centros cubren la mayoría de las carreras universitarias que se dictan en todo el país. Los intercambios con estudiantes de pregrado y postgrado con varios países se han incrementado notablemente en los últimos años. No obstante, falta aún mucho para una cobertura satisfactoria de la educación superior.

## Ciencia e investigación

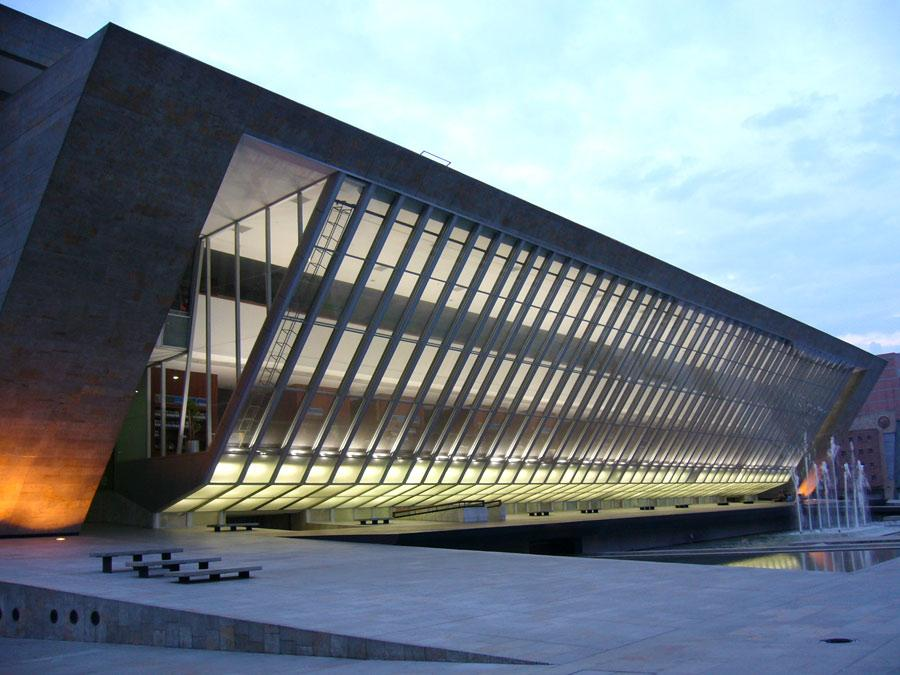
Biblioteca EPM de ciencia y tecnología en la plaza de Cisneros de Medellín.

Antioquia invierte el 0,27 % de su PIB en ciencia y tecnología. El promedio mundial es del 2.1 % en 2011.
En el departamento se realizan actividades de investigación y divulgación científica en varios campos como la geología, la minería, la biología, la microbiología, la ingeniería, la electrónica, la investigación médica, entre otras. Para el año 2007, existían 511 grupos de investigación registrados, 95 % de los cuales se encuentran ubicados en Medellín. De los 71 grupos calificados por Colciencias en calidad de excelencia en el país, 26 están en Medellín, lo que representa un 37 % del porcentaje nacional.
En 2005, la Universidad de Antioquia tuvo 99 grupos de investigación avalados por Colciencias, 45 de ellos en la primera categoría. Esta universidad inauguró en 2004 la Sede de Investigación Universitaria (SIU), que comprende un complejo modular donde convergen los 27 grupos de investigación más importantes del alma mater.
El departamento cuenta con diferentes espacios públicos dedicados a la ciencia y a la tecnología, como el Parque Explora de Medellín. A finales del 2011, se inaugura el complejo de ciencia, tecnología e innovación Ruta N, que tiene como objetivo "jalonar y apoyar el surgimiento y desarrollo de ideas diferenciadoras que hagan una Medellín más emprendedora".
Desde 1968 se crea en Medellín, por primera vez en el país, uno de los principales grupos científicos interdisciplinarios sobre trasplantes, el Grupo de Trasplantes de la Universidad de Antioquia, el cual inició y continuó con un gran trabajo de investigación y aplicaciones en dicho campo.
Ya desde 2007, esta experiencia se había consolidado con 3000 trasplantes de riñón, medio centenar de hígado, una veintena de páncreas, y así sucesivamente.
En 2010 se estrenó un brazo robótico en humanos para realizar angioplastias cardíacas.

## Cultura

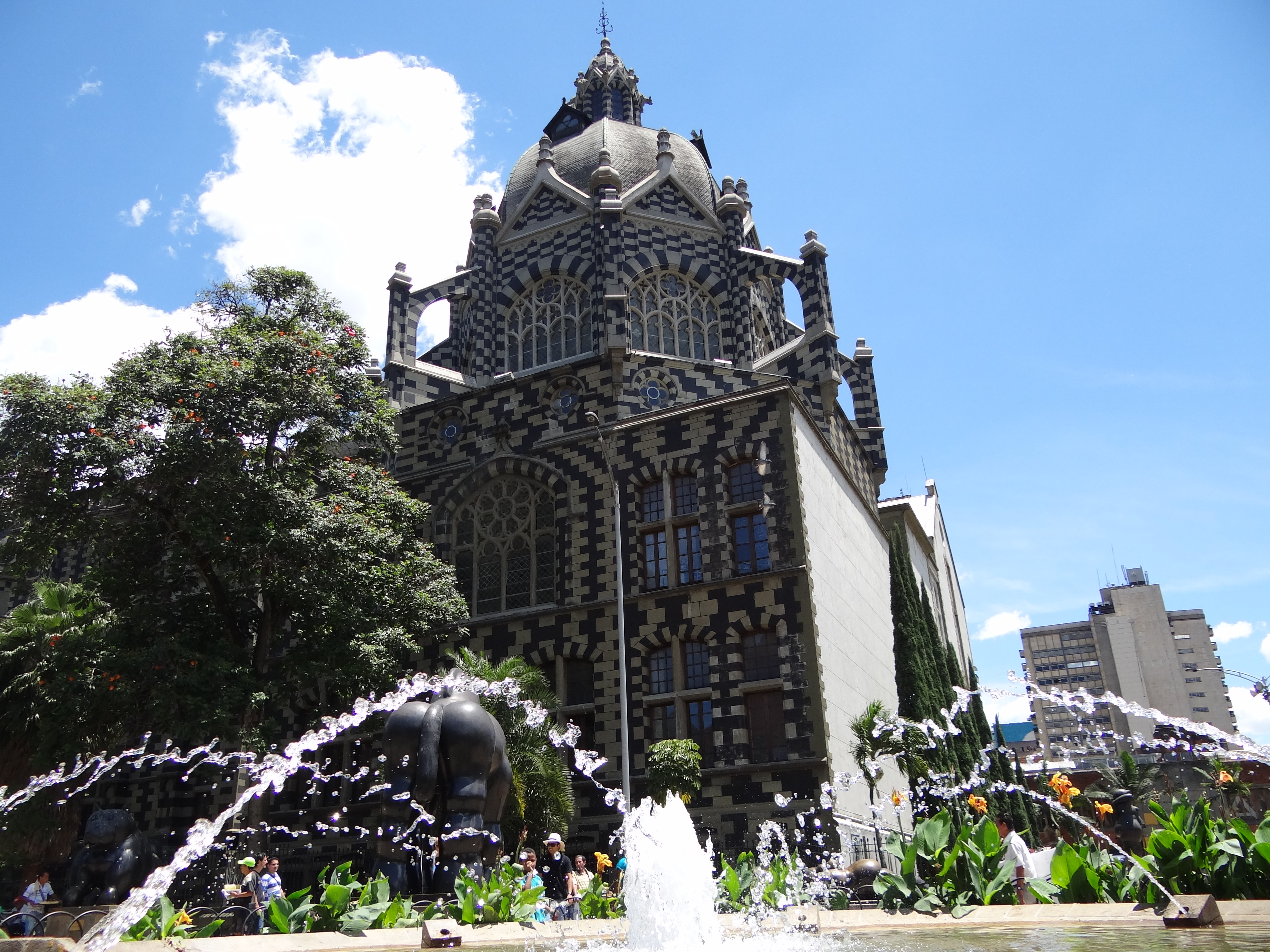
Palacio de la Cultura en Medellín.

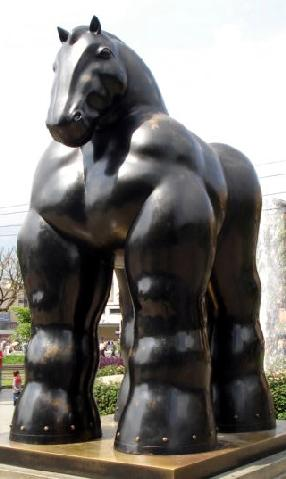
Escultura de Fernando Botero en Medellín.

El aislamiento de la región durante el Virreinato con respecto a otras provincias le imprimió una identidad propia, representada por diversas expresiones culturales, abarcando la gastronomía, el modo de hablar, la arquitectura típica, la música, las artes plásticas y los imaginarios.
En Antioquia el parque es un elemento esencial en la vida del pueblo tradicional, como lugar de encuentro y escenario de las fiestas populares y religiosas.

### Bellas artes
Pedro Nel Gómez desempeñó un destacado papel en el arte antioqueño del siglo XX. Sus primeros murales se encuentran en el antiguo palacio municipal de Medellín (hoy Museo de Antioquia), y se consideran como el primer ciclo de su obra mural. Como arquitecto, ingeniero y urbanista construyó su casa museo, diseñó y dirigió la construcción de los edificios de la Escuela de Minas de Medellín en 1938 y realizó también la planificación del barrio Laureles.
El escultor Rodrigo Arenas Betancourt se destacó por su obra monumentalista. Su principal obra en Antioquia es el Monumento a la raza, localizado en La Alpujarra. Otra de sus obras destacadas es el Pantano de Vargas, monumento que representa la batalla por la independencia de Colombia, ubicado en el departamento de Boyacá.

#### Cine y teatro
La historia de la cinematografía en Antioquia se remonta a 1925 cuando Gonzalo Mejía se asoció con algunos profesionales para rodar una historia que mostrase las diversas capas de la sociedad y la geografía de la región; de tal empeño nació una película que se tituló Bajo el cielo antioqueño.
En 1944 se estrenaron Anarkos y La canción de mi tierra. En 1955 apareció el largometraje titulado Colombia linda, del realizador Camilo Correa. A principios de los años sesenta, Enoc Roldán, cuyo jefe y maestro era aquel, realizó dos largometrajes; el primero se llamó "Luz en la selva", cuya temática trataba sobre la hoy santa Laura Montoya, y el segundo se tituló "El hijo de la choza", que contaba la historia de Marco Fidel Suárez.
En los años ochenta apareció el cine de Víctor Gaviria, el cual se alejaba del folclorismo rural para mostrar la urbe. Otros directores y críticos destacados son: Arturo Acevedo Vallarino, Sergio Cabrera, Jorge Franco, Jaime Osorio, Javier Mejía y Orlando Mora.
Por otra parte, algunos de los principales escenarios y grupos teatrales son los teatros Metropolitano de Medellín, Pablo Tobón Uribe, Porfirio Barba Jacob, El Águila Descalza, Universidad de Medellín, Lido, El Triángulo, El Firulete, el Ballet Folclórico de Antioquia, la Asociación Pequeño Teatro de Medellín, Teatro de Muñecas La Fanfarria, Teatro Matacandelas, La Casa del Teatro, Café Concierto Los Inquietos, Teatro Manicomio de Muñecos, Corporación Cultural Teatro de Seda, Teatro Barra del Silencio, Teatro Hora 25, La casa de Crisanto, Instituto de Bellas Artes y el Planetario Jesús Emilio Ramírez.

#### Música

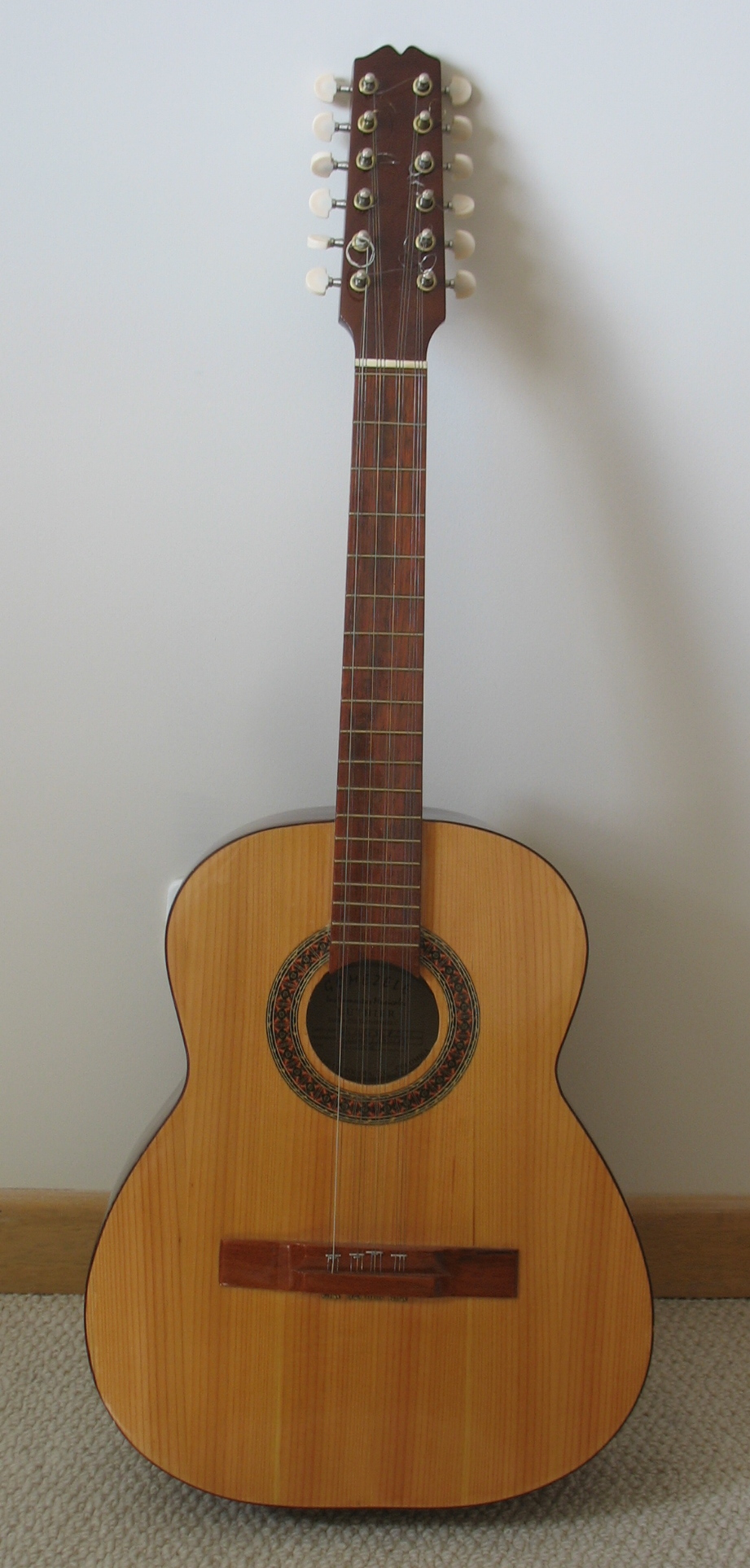
El tiple se utiliza en ritmos como el bambuco y en la tradicional trova antioqueña.

Antioquia ha contado con la Banda Sinfónica de la Universidad de Antioquia, la Orquesta Sinfónica Eafit y la Orquesta Filarmónica de Medellín. Otros conjuntos de música antigua y de ballet son la Orquesta Sinfónica Infantil y Juvenil, el Ballet Folclórico de Antioquia, la Coral Tomás Luis de Victoria y el Estudio Polifónico de Medellín.
El violinista, compositor y director medellinense Andrés Orozco-Estrada ha sido director titular de la Orquesta Sinfónica de Euskadi, radicada en San Sebastián, en el País Vasco.
Carlos Gardel, el máximo exponente del tango, murió en Medellín en un accidente en las pistas del aeropuerto Olaya Herrera en 1935. Como homenaje póstumo, se erige en las inmediaciones del aeropuerto la Plaza Gardel, donde se realizan diferentes eventos musicales y artísticos.
En cuanto a la expresión musical popular, se destacan en la región compositores, músicos e intérpretes como Carlos Vieco, Blas Emilio Atehortúa, Pelón Santamarta, Jaime R. Echavarría, Jaime Llano González, León Cardona, Héctor Ochoa, Eusebio Ochoa, Jorge Molina Cano, Coral Tomás Luis de Victoria, Teresita Gómez, Grupo Suramérica, Fausto, J. Balvin, Maluma, Espinosa y Bedoya, Dueto de antaño, Juanes, Darío Gómez; Karol G, Salvo Ruiz y Octavio Mesa.

#### Literatura
Desde 1850 Gregorio Gutiérrez González y Manuel Uribe Ángel participan en un movimiento cultural con un periódico conocido como “El Tuerto”. En 1859, Emiro Kastos publicó Mi compadre Facundo. En esta obra se hablaba de la idiosincrasia del pueblo antioqueño. En la década siguiente aparecen escritos de Epifanio Mejía, Gregorio Gutiérrez González y Juan José Botero.
Tomás Carrasquilla se destacó en las primeras décadas del siglo XX. Más adelante aparecen personajes como José Restrepo Jaramillo, Fernando González, León de Greiff, Jaime Sanín Echeverri y César Uribe Piedrahíta.
Las nuevas generaciones llegan con fuerza: Manuel Mejía Vallejo en la década de los cuarenta, los Nadaístas a mediados de los cincuenta. Existían dos corrientes de escritores: los que contaban la historia de una Antioquia que miraba hacia el pasado y trataba de reconstruirlo y otros que se inclinaban más por las historias de la ciudad moderna, con diferentes literarios modernos. En este último grupo se incluyen Héctor Abad Gómez y Alfonso Castro.
En la literatura contemporánea antioqueña encontramos escritores como Fernando Vallejo, Héctor Abad Faciolince, Alberto Aguirre, Jorge Franco Ramos y Elkin Restrepo. En poesía, se destaca el Festival Internacional de Poesía, que ratifica la importancia que la tradición oral tiene para los antioqueños y la influencia que ejerce y ha ejercido en la historia de la narrativa antioqueña.

### Cultura popular

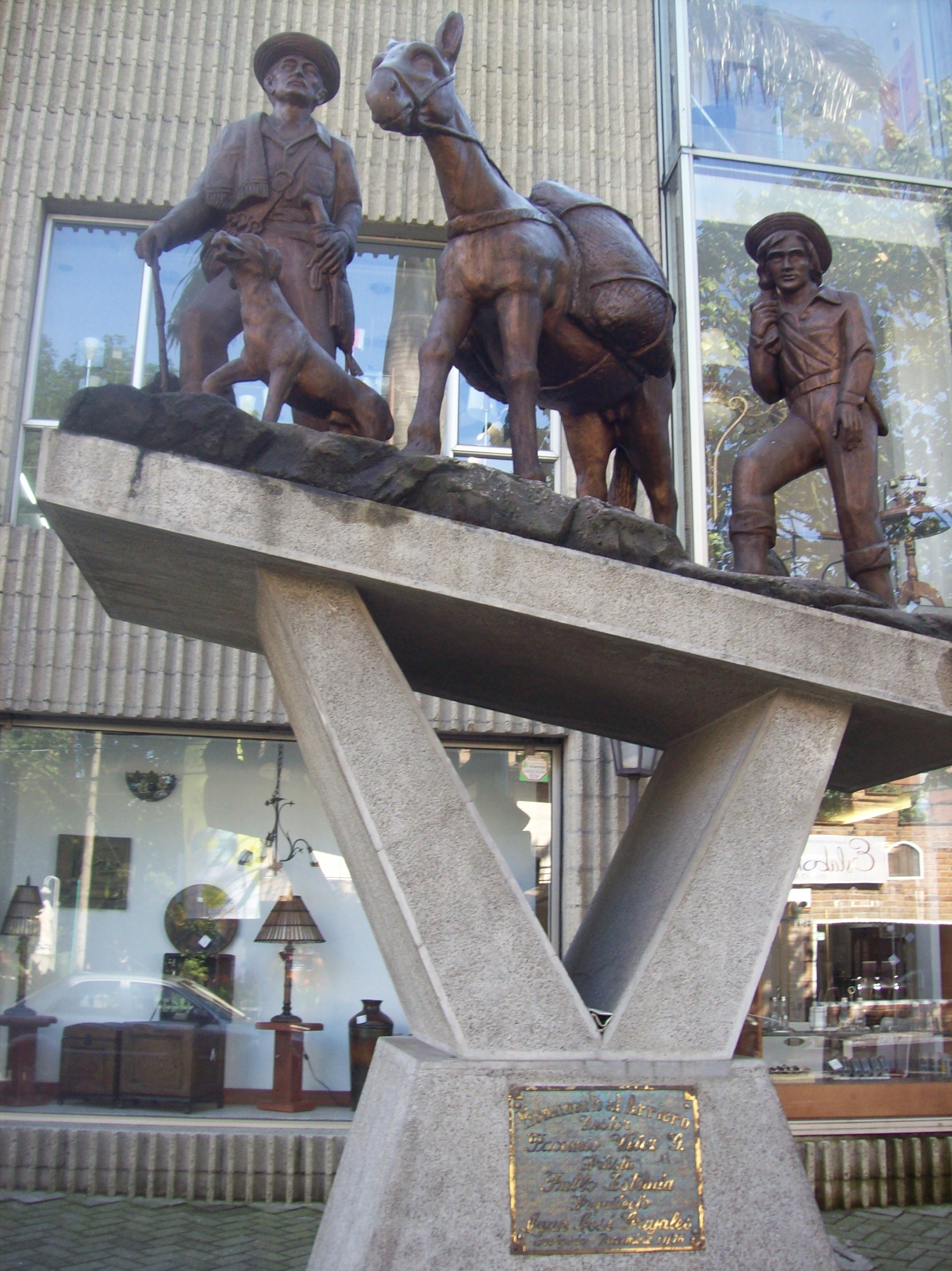
Arrieros, monumento a un legado de la montaña y a una tradición ancestral en Envigado.

Antioquia cuenta con expresiones campesinas culturales como la trova paisa. El tiple y la guitarra dan la tónica para la música de carrilera, la música guasca y la música andina, que incluye esta última bambucos, sanjuaneros, torbellinos, guabinas, pasillos, rumbas, bundes y rajaleñas criollas. Las bandas pueblerinas son también centrales en los festejos populares.
En los hombres, el traje típico es el mismo característico del colonizador del siglo XIX. Destacan en su indumentaria la ruana y el carriel; se compone además de pantalón de dril, camisa blanca y sombrero blanco aguadeño de ala ancha. Otros elementos en el traje son las muleras, los ponchos, el delantal, las alpargatas y el machete con su estuche o vaina. Es así que el arriero constituye en el imaginario de la población antioqueña el centro del mito fundacional de la identidad cultural regional. Este transportaba mercancías sobre los lomos de mulas, mientras arriaba por medio de ellas a pie. Sus recorridos eran largos y tortuosos, pues la topografía del departamento se caracteriza por su terreno escarpado.
Por otra parte, en Antioquia existen mitos dejados por los españoles, otros introducidos por los esclavos africanos y mitos típicamente regionales. Entre las leyendas más populares se destacan el de Patasola, Llorona, Sombrerón y Sacerdote sin cabeza.

### Religión
Según el censo de 1928, el 99 % de los antioqueños eran católicos. Ese año solo se contabilizaron 1477 personas pertenecientes a otras religiones, de las cuales 454 estaban radicadas en Medellín. En 1956 la ciudad contaba con treinta y cinco templos católicos, uno presbiteriano, uno adventista y una sinagoga. Y aunque existe libertad de culto, el dominio de la Iglesia católica durante la Colonia y en años posteriores instaurada la República, influenció el modo de vida de una parte de la población. La Semana Santa en la ciudad madre del departamento todavía conserva el legado colonial, pues tiene una tradición de más de 350 años.

### Gastronomía

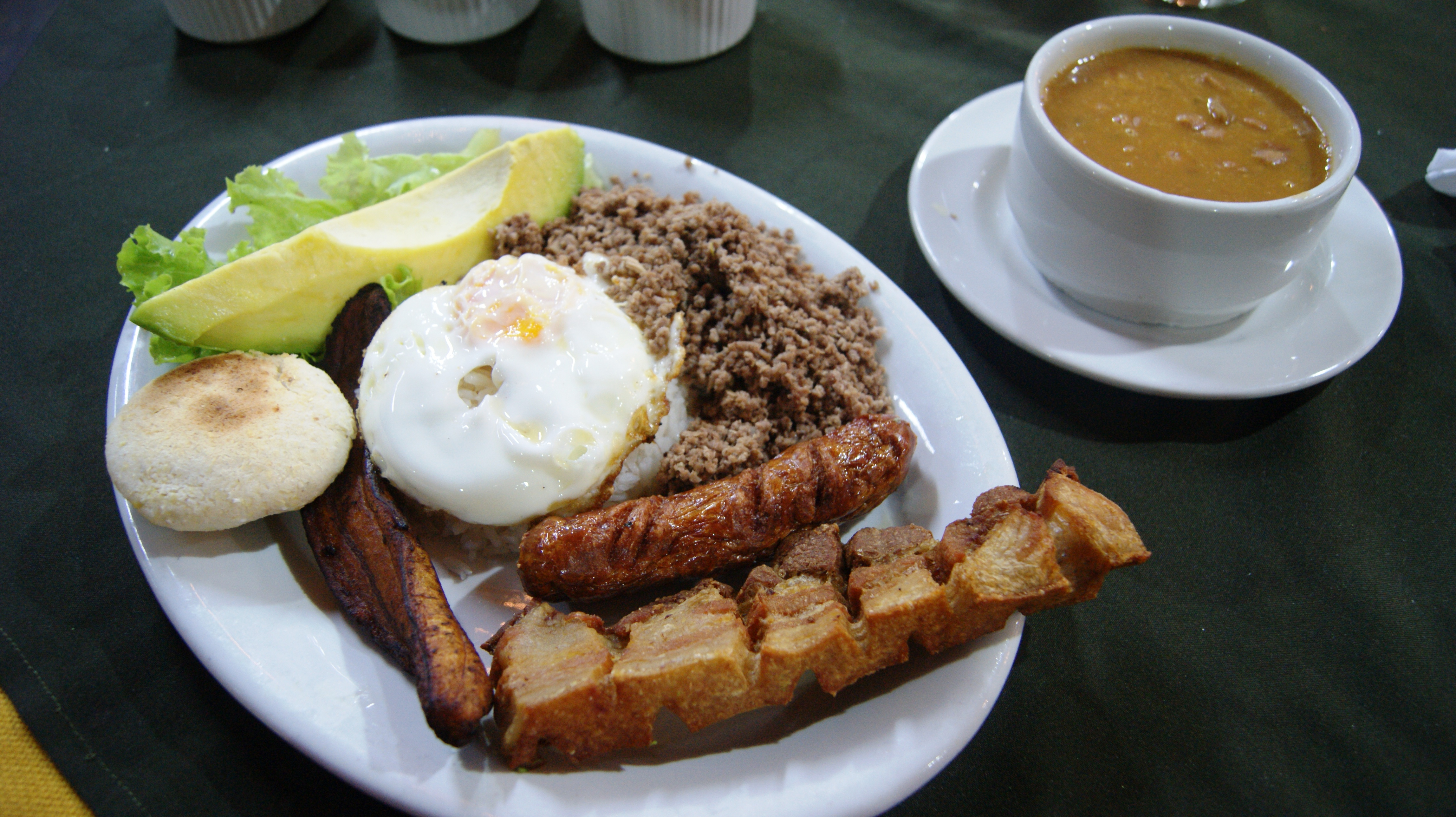
La bandeja paisa con el plato de fríjoles servidos aparte.

Un rasgo muy distintivo de la región antioqueña lo constituye su gastronomía. La principal base de alimentación es el maíz. La arepa es el alimento más importante producto del maíz, ya que sirve como complemento para todas las comidas. Hay diversidad de arepas: arepa de chócolo, arepa delgada, arepa redonda, arepa de monte o de maíz pelado, entre otras. La mazamorra es otro alimento producto del maíz, al igual que las empanadas, las cuales son de diversas clases.
El sancocho paisa es típico para el almuerzo, lo mismo que el plato de fríjoles. El plato típico más representativo es la bandeja paisa, o plato montañero, el cual consiste en arroz blanco, fríjoles cargamanto (rojos), carne en polvo, chicharrón, chorizo o morcilla, huevo frito, aguacate, tajadas de plátano maduro, patacón y arepa; también se puede acompañar con hogao y tomate rojo en rodajas. Como sobremesa, se acostumbra tomar la mazamorra de maíz con panela tiruda o raspada, aunque el acompañamiento se ha ampliado a las gaseosas o bebidas como el guarapo, que es jugo de caña de azúcar con limón.
En Navidad se acostumbran la natilla, los buñuelos y las hojuelas de maíz. Otros platos típicos son los tamales y la sopa de mondongo.

### Símbolos
Bandera

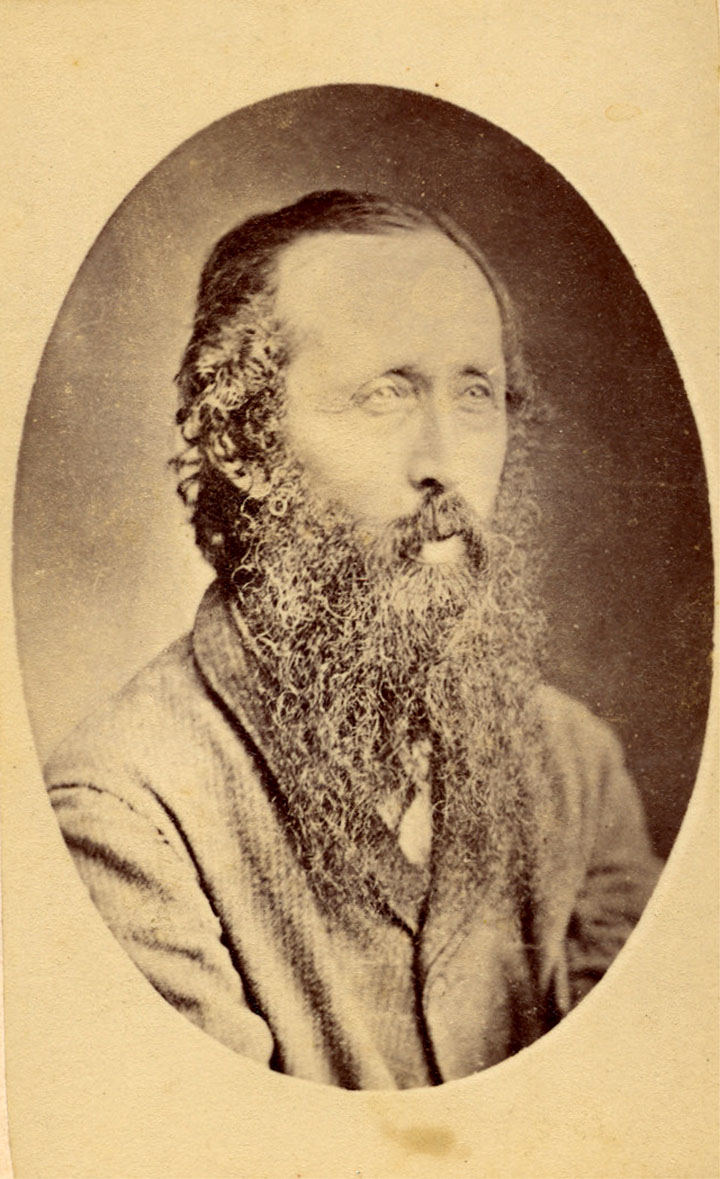
Epifanio Mejía, autor del poema que más tarde sería la letra del himno antioqueño.

Al parecer de muchos, la bandera de Antioquia tuvo su origen en la Universidad de Antioquia la cual, casi desde su fundación, tenía entre sus emblemas una bandera blanca y verde que se izaba en todos los actos oficiales.
Pero oficialmente, el 10 de diciembre de 1962, la Asamblea Departamental de Antioquia expidió la ordenanza n.º 6 para la celebración del Sesquicentenario de la Independencia de Antioquia; en este acto la corporación dispone que el departamento tendrá un himno y una bandera.
Se oficializó el uso de una bandera que debía estar conformada por dos franjas iguales en línea horizontal así: blanca en la parte superior y verde en la parte inferior. El color blanco simboliza la pureza, la integridad, la obediencia, la elocuencia y el triunfo. El color verde es símbolo de las montañas, de la esperanza, de la abundancia, la fe, el servicio y el respeto.
Escudo
El escudo de Antioquia es un homenaje a las raíces indígenas de la población antioqueña. El 23 de agosto de 1812 la Cámara del Senado (como se denominó a la corporación integrada por los diputados de los diferentes cantones y provincias), expidió el decreto n.º 21 conforme a los términos siguientes:

"Cámara del Senado, Antioquia, agosto 23 de 1812... Que el Estado tome por armas en sus escudos públicos y en el gran sello del Despacho de los negocios, una matrona vestida y adornada a la indiana, sentada entre el plátano y la palmera, y reclinada al pie de un cerro de oro, con un río caudaloso a sus pies, encasquetándose en la más airosa actitud, el gorro de la libertad..."

Los gobernantes querían dejar constancia no solo de la autonomía del Nuevo Estado, sino que simbolizaron con el cerro de oro la riqueza y la virtud; con la palmera, los triunfos y las victorias; con el plátano, la abundancia; con el gorro, la libertad; y con la matrona, la "raza antioqueña".
Himno
La Asamblea Departamental de Antioquia, el 10 de diciembre de 1962, expidió la ordenanza n.º 6 para la celebración del Sesquicentenario de la Independencia de Antioquia. En este acto, la corporación dispone igualmente que el departamento tenga un himno. El himno que adopta el departamento de Antioquia es el poema El canto del antioqueño, escrito por Epifanio Mejía en 1868, y musicalizado por el compositor caucano radicado en Antioquia Gonzalo Vidal.

## Eventos
- El evento más emblemático de Antioquia se lleva a cabo en Medellín y se conoce como  Feria de las Flores.
- En Medellín, cada julio en los alrededores de la Unidad Deportiva Atanasio Girardot se realiza la Feria Nacional de Artesanías. En ella exhiben cerámica, orfebrería, joyería, trabajos en vidrio, tallas en piedra y madera, marroquinería, cestería, tejidos, bordados y muchas modalidades más de las artes manuales.
- El primer sábado del mes se realiza  el Mercado de San Alejo en el parque de Bolívar de Medellín, exposición y venta de artesanías, plantas y comestibles. Participan más de 450 artesanos de Medellín y de otras regiones de Colombia.
- Festival Nacional de la Trova Ciudad de Medellín.

## Deporte

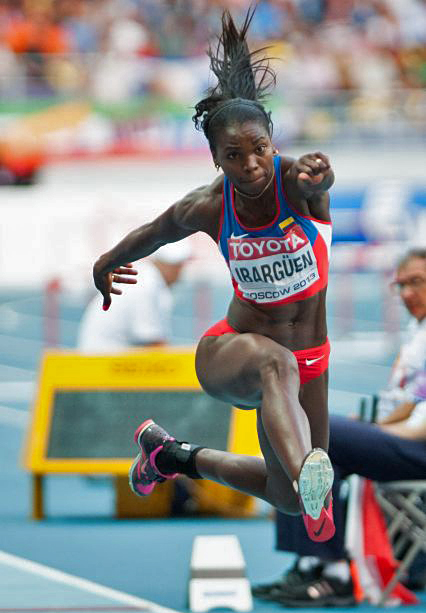
La atleta Caterine Ibargüen.

Medellín fue seleccionada como sede de los Juegos Suramericanos de 2010.
AtletismoXimena Restrepo y Caterine Ibargüen han sido importantes atletas medallistas olímpicas.
AutomovilismoEl departamento ha tenido pilotos de competencia a nivel regional, nacional e internacional. En Fórmula 1, el piloto Roberto José Guerrero alcanzó destacadas posiciones en los años 1980.
BaloncestoCuenta con el equipo Academia de la Montaña de Medellín, que juega en el Baloncesto Profesional Colombiano.
CiclismoSon de Antioquia figuras como Rigoberto Urán, Fernando Gaviria, Ramón Hoyos Vallejo, Martín Emilio "Cochise" Rodríguez, Santiago Botero, María Luisa Calle, la bicicrocista Mariana Pajón, medallista de oro en los Juegos Olímpicos de Londres 2012 y Carlos Mario Oquendo, también medallista de bronce en los Juegos Olímpicos de Londres 2012.
Fútbol
- Fútbol Profesional Colombiano: en esta división, Antioquia cuenta con 4 equipos, Atlético Nacional, el Deportivo Independiente Medellín, el Envigado Fútbol Club, y Águilas Doradas Rionegro.
- Segunda división: En esta división cuenta con Leones F.C. en el municipio de Itagüí, que antes era conocido como «Deportivo Rionegro» proveniendo del municipio de Rionegro.
- Fútbol Sala: sobresalen los equipos Bello Innovar de Bello en la Copa Profesional de Microfutbol rama masculina, donde ha salido campeón en dos ocasiones (2010 y 2011) y en la rama femenina con el equipo Paisitas de Antioquia F.S. de Girardota. También los equipos Águilas Doradas Rionegro (sección de fútbol sala de Águilas Doradas Rionegro), Rionegro Futsal de Rionegro y Real Antioquia de Bello, los tres partícipes de la Liga Colombiana de Fútbol Sala.

GolfEs de Antioquia Camilo Villegas, primer colombiano en ganar torneos del PGA Tour.
MotociclismoYonny Hernández primer colombiano en competir en la máxima categoría de motos de velocidad, la categoría MotoGP del Mundial de Motociclismo; su hermano Santiago Hernández compite en la categoría Moto2 del Mundial de Motociclismo y Martín Cárdenas compite en el campeonato mundial de 250 cc.
Fútbol americanoEn Antioquia hay varios equipos que practican este deporte. Hunters y Lobos son dos de los más representativos de Medellín. También se encuentran Raptors de Envigado y Broncos de Bello.